# 北海道出身の人物一覧
北海道出身の人物一覧（ほっかいどうしゅっしんのじんぶついちらん）は、Wikipedia日本語版に記事が存在する北海道出身の人物の一覧表である。札幌市出身の人物一覧も参照。

## 公人

### 政治家（議長経験者）
- 横路孝弘[1]（第73代衆議院議長、第4代北海道知事、元民主党衆議院議員、元社会党代議士、弁護士、横路節雄の長男）：札幌市
- 伊達忠一（第31代参議院議長、自民党参議院議員、元自民党参議院幹事長）：芦別市[2]

### 政治家（国会議員経験者）
- 相沢武彦：留萌市
- 相原久美子：三笠市
- 浅野貴博：釧路市
- 東国幹 ：風連町（現名寄市）
- 荒井聰（元内閣府特命担当相・国家戦略担当大臣）：当別町
- 荒井優：札幌市
- 五十嵐広三（元内閣官房長官、元旭川市長）：旭川市
- 池田隆一：小樽市
- 池端清一：釧路市
- 石井郁子（日本共産党副委員長）：芦別市
- 石川知裕：足寄町
- 石崎岳：旭川市
- 石田幸四郎（元総務庁長官、元公明党委員長）：札幌市
- 泉健太（立憲民主党代表）：石狩市
- 伊東良孝[3]（元釧路市長）：旭川市生まれ
- 稲津久：芦別市
- 今津寛：旭川市[4]
- 岩倉博文（苫小牧市長）：苫小牧市
- 岩本剛人：札幌市
- 岩本政一：札幌市
- 岩本政光：札幌市
- 上草義輝（元自民党副幹事長）：小平町
- 打越さく良[5]：旭川市生まれ（埼玉県育ち）
- 宇野治：留辺蘂町（現北見市）生まれ（東京都育ち）
- 逢坂誠二：ニセコ町
- 大築紅葉：小樽市
- 岡田春夫：美唄市
- 小川勝也[6]：和寒町
- 長内順一：札幌市
- 加賀谷健[7]：苫小牧市
- 風間昶：剣淵町
- 勝部賢志：千歳市
- 加藤修一：北見市
- 金石清禅：蘭越町
- 金田誠一：木古内町
- 紙智子[8]：札幌郡豊平町（現札幌市）
- 亀田得治：旭川市
- 萱野茂：平取町
- 柄沢とし子：札幌市
- 川原田英世：網走市
- 川村清一：小樽市
- 川村雄大：帯広市
- 岸真紀子：栗沢町（現岩見沢市）
- 北修二（元北海道開発庁長官・沖縄開発庁長官）：奈井江町
- 北二郎：奈井江町
- 北村直人：鶴居村
- 北村暢
- 北村義和：鶴居村
- 工藤仁美
- 工藤万砂美：歌志内市
- 小平忠[9]（元民社党副委員長）：栗沢町（現・岩見沢市）育ち
- 小平忠正（元国家公安委員長・消費者担当大臣）：岩見沢市
- 小林恒人：帯広市
- 斉藤滋宣（能代市長）：厚真町
- 斉藤節（化学者）
- 桜井宏
- 佐々木隆博（元立憲民主党副代表・北海道連代表）：士別市
- 佐々木憲昭：岩内郡小沢村（現共和町）
- 佐々木秀典（弁護士）：旭川市
- 笹野貞子：函館市
- 佐藤孝行（元総務庁長官）：北檜山町（現せたな町）
- 佐藤静雄：ニセコ町
- 椎熊三郎（元衆議院副議長）：小樽市
- 篠田奈保子：清里町
- 島本虎三（元仁木町長）：高島町（現小樽市）
- 清水誠一：帯広市
- 菅野久光（元参議院副議長）：釧路市
- 杉村太蔵（自民党衆議院議員83会）：旭川市
- 鈴木宗男（元北海道開発庁長官・沖縄開発庁長官、「新党大地」代表）：足寄町
- 鈴木貴子（鈴木宗男の娘）：帯広市
- 高井崇志：函館市生まれ
- 高木宏壽：札幌市
- 高木正明（元北海道開発庁長官・沖縄開発庁長官）：札幌市
- 髙橋祐介：札幌市[10]
- 武部新：斜里町
- 武部勤（元自由民主党幹事長、元農林水産大臣）：斜里町
- 竹谷とし子：標津町
- 多田光雄：上砂川町
- 伊達忠一：芦別市
- 田中昌史：札幌市
- 田中正巳（元厚生大臣）：函館市
- 地崎宇三郎（元民主党幹事長）：札幌市
- 地崎宇三郎（元運輸大臣）：札幌市
- 塚田庄平：浦河町
- 津川祥吾：札幌市
- 対馬孝且：初山別村
- 手代木隆吉：伊達市
- 寺前巌
- 徳永エリ（元国民民主党北海道代表）：札幌市
- 中尾則幸：早来町（現安平町）
- 中川一郎（元農林水産大臣、元科学技術庁長官、元自民党青嵐会会長、元自民党中川派領袖）：広尾町
- 中川義雄（元道議会議長）：広尾町
- 中沢健次：夕張市
- 中島武敏：沼田町
- 中村裕之：余市町
- 南条徳男（元建設大臣・農林大臣）：室蘭市
- 西川将人：旭川市
- 西田信一（元苫小牧町長、科学技術庁長官、北海道開発庁長官）：岩見沢市
- 橋本聖子：早来町（現安平町）
- 鉢呂吉雄（元民主党北海道代表）：新十津川町出身、今金町育ち
- 坂東幸太郎（元旭川市長）
- 藤原房雄：小樽市
- 船橋利実：北見市
- 堀井学 ：室蘭市
- 本多平直：札幌市
- 本名武：帯広市（元総理府総務長官  沖縄開発庁長官）
- 前田一男（元松前町長）：松前町生まれ
- 町村敬貴：札幌市
- 松浦昭：追分町（現安平町）
- 松浦周太郎（元運輸大臣、美深町名誉町民1964年）：茅部郡落部村（現二海郡八雲町）
- 松木謙公（元新党大地・真民主代表代行兼幹事長）：札幌市
- 丸谷金保（池田町長）：池田町
- 丸谷佳織：札幌市
- 道下大樹：新得町生まれ
- 三井辨雄（元厚生労働大臣）：札幌市
- 水戸将史：羽幌町生まれ
- 美濃政市：池田町
- 箕輪登（元郵政大臣、医師）：小樽市
- 村上茂利：天塩町
- 安井吉典：東神楽町
- 山内恵子：帯広市
- 山崎摩耶：東京都生まれ旭川市育ち
- 山下貴史（深川市長）：幌加内町（留萌市生まれ）
- 山中燁子：小樽市
- 横路節雄：夕張市
- 横山信一：帯広市生まれ
- 渡辺省一（元科学技術庁長官）：美唄市
- 鰐淵俊之（元釧路市長）：釧路市

### 政治家（北海道知事経験者）
- 町村金五（第2代北海道知事、元参議院議員、元自治大臣）：札幌市
- 堂垣内尚弘（第3代北海道知事）：札幌市
- 横路孝弘（第4代北海道知事、衆議院議長、民主党衆議院議員、元社会党代議士、弁護士、横路節雄の長男）：札幌市
- 堀達也（第5代北海道知事）：遠軽町育ち（樺太生まれ）

### 政治家（その他）
- 青山剛（室蘭市長、工学者）: 札幌市
- 秋元克広（札幌市長）: 夕張市
- 安達悦二郎（元遠軽町長）: 三笠市
- 厚谷司（夕張市長）: 夕張市
- 安藤哲郎（元網走市長）: 陸別町
- 池田幸太郎（元名寄市長）
- 井坂紘一郎（元美唄市長）
- 石井亨（元仙台市長）: 赤平市
- 石田孝（元浜頓別町長）: 浜頓別町
- 泉谷和美（元歌志内市長）: 歌志内市
- 板垣武四（元札幌市長）: 和寒町
- 板谷利雄（元長沼町長）: 長沼町
- 板谷実（元苫小牧市長、北海道議会議員）: 苫小牧市
- 井原栄松（元鶴居村村長）: 小樽市
- 今津寛介（旭川市長）: 旭川市
- 岩城成治（元岩内町長）: 岩内町
- 上田文雄（弁護士、元札幌市長）: 幕別町
- 上野晃（元登別市長）: 小樽市
- 上野正三（北広島市市長）
- 梅沢健三（元千歳市長）: 千歳市
- 蝦名大也（元釧路市長）: 釧路市
- 遠藤桂一（平取町長）: 平取町
- 大泉潤（函館市長）：江別市
- 大泉源郎（元苫小牧市長）: 苫小牧市
- 大野克之（新ひだか町長）: 新ひだか町
- 岡英雄（元江別市長）: 江別市
- 小笠原春一（登別市長）: 登別市
- 小川公人（元江別市長）: 江別市
- 尾崎豊（元中標津町長）
- 小野徹（礼文町長）: 礼文町
- 小野信次（音更町長、元音更町議会議長、元音更町議会議員）: 音更町
- 貝澤正（元平取町議会議員）: 平取町
- 梶谷恵造（森町長）: 砂原町（現在の森町）
- 片岡春雄（寿都町長）: 旭川市
- 桂信雄（元札幌市長）: 札幌市
- 河原敬（元歌志内市長）: 芦別市
- 神田孝次（元北見市長）: 釧路市
- 北良治（奈井江町長）: 奈井江町
- 清澤茂宏（芦別市長）: 芦別市
- 工藤壽樹（元函館市長）: 乙部町
- 工藤広（稚内市長）: 稚内市
- 國井英吉（元士別市長）: 猿払村
- 国兼孝治（元岩見沢市長）: 奈井江町
- 高島温厚（元小清水町長）: 留辺蘂町（現北見市）
- 越森幸夫（元奥尻町長）: 奥尻町
- 小谷毎彦（北見市長）: 北見市
- 小柄義信（元余市町長）: 余市町
- 後藤健二（元夕張市長）: 夕張市
- 小林和男（元三笠市長）: 乙部町
- 小松田清（中富良野町長）: 中富良野町
- 小山健一（元北見市長）: 北見市
- 西城賢策（三笠市長）: 三笠市
- 斉藤英二（元石狩市長）: 岩内町
- 斉藤繁（第11代上富良野町長）: 上富良野町
- 桜井清枝（元白馬村議会議員）: 美瑛町
- 櫻井忠（元苫小牧市長）: 室蘭市
- 桜庭康喜（元名寄市長）: 名寄市
- 佐々木修一（遠軽町長）: 遠軽町
- 佐々木義照（元上湧別町長）: 興部町
- 笹村二朗（元帯広市議会議員）: 帯広市
- 佐藤克男（元森町長）: 森町
- 志村和雄（元小樽市長）: 小樽市
- 菅原功一（元旭川市長）
- 田岡克介（石狩市長）: 石狩市
- 高木繁光（元北海道議会議員、日本消防協会会長）：札幌市
- 髙橋秀樹（第16代南富良野町長）[11]
- 高橋昌幸（神恵内村長）： 神恵内村
- 高秀秀信（元横浜市長）: 夕張市
- 滝正（元美唄市長）: 美唄市
- 谷一之（下川町長、元下川町議会議長、元下川町議会議員）: 下川町
- 椿原紀昭（栗山町長）: 陸別町
- 敦賀一夫（元稚内市長）: 稚内市
- 寺内靖治（元石狩町長）
- 寺島光一郎（乙部町長）: 乙部町
- 寺田一壽男（元北海道副知事）
- 鳥越忠行（元苫小牧市長）: 苫小牧市
- 中川徳男（元砂川市長）: 砂川市
- 中田鉄治（元夕張市長）: 夕張市（秋田県生まれ）
- 中浜元三郎（元登別市長）: 登別市
- 西尾正範（元函館市長）: 大野町（現北斗市）
- 西岡斌（元稚内市長）
- 西川将人（元旭川市長）: 旭川市
- 西村穣（中標津町長）: 中標津町
- 能勢邦之（元岩見沢市長）: 岩見沢市
- 能登和夫（元三笠市長）: 三笠市
- 浜森辰雄（元稚内市長）: 稚内市
- 場谷常八（元留寿都村長）
- 林芳男（元滝川市長）: 砂川市
- 原田栄一（元留萌市長）: 留萌市
- 原田與作（元札幌市長）:（栃木県生まれ）
- 坂東徹（元旭川市長）: 旭川市
- 廣瀬忠雄（浜頓別町長）: 浜頓別町
- 福永尊介（元福井県知事、元千葉県知事）: 旧大田村
- 藤倉肇（元夕張市長）: 夕張市
- 牧野勇司（士別市長）: 風連町
- 真下紀子（北海道議会議員）: 豊頃町
- 松井旭（元千葉市長）: 旭川市
- 水谷洋一（網走市長）: 網走市
- 宮川良一（紋別市長）: 紋別市
- 文字一志（倶知安町長）: 泊村
- 山本要（元浦臼町長）: 浦臼町
- 山本進（東神楽町長）: 弟子屈町
- 横田耕一（元稚内市長）: 稚内市
- 善岡雅文（砂川市長）: 砂川市
- 脇紀美夫（羅臼町長、千島歯舞諸島居住者連盟理事長）: 留夜別村[12]
- 渡辺英次（第3代士別市長）: 士別市

### 司法官・官僚
- 厚谷襄児（公正取引委員会事務局長）：函館市
- 五十嵐紀男（東京地検特捜部長、横浜地検検事正）：稚内市[13]
- 伊藤恭子（駐チリ日本国大使館特命全権大使、駐エチオピア日本国大使館特命全権大使、在トロント日本国総領事館総領事）：名寄市[14]
- 上田廣一（元東京地検特捜部長、元東京高検検事長）：芽室町[13]
- 卜部亮吾（侍従）：小樽市
- 大谷直人（第19代最高裁判所長官）：赤平市
- 大野勝巳（駐英大使、外務事務次官）：浜中町
- 岡田晃（駐スイス大使）：美唄市
- 奥島高弘（海上保安庁長官）：小樽市[15]
- 開山憲一（公証人、検察官）：帯広市
- 加藤進（宮内次官）：札幌市
- 菅野博之（最高裁判所裁判官、大阪高等裁判所長官）：東川町
- 北村俊昭（経済産業審議官、国際石油開発帝石社長）：小樽市
- 久保赳（初代建設省下水道部長）：夕張市
- 久保正行（警視正）：新得町
- 合田悦三（札幌高等裁判所長官）：網走市
- 小寺次郎（外務省欧州局長、国連大使）:蘭越町[16]
- 小林麻理（会計検査院長、早稲田大学政治経済学術院教授）：滝川市[17]
- 坂本重太郎（駐スペイン大使）：余市町
- 佐藤英彦（第19代警察庁長官）：函館市
- 須藤治（中小企業庁長官）：札幌市[18]
- 清治真人（技監）：興部町
- 前佛和秀（環境省環境再生・資源循環局長）：札幌市[19]
- 髙橋季承（国土交通省北海道局長）
- 瀧野欣彌（総務事務次官、内閣官房副長官）：釧路市
- 竹島一彦（公正取引委員会委員長）：札幌市
- 田中秀穂（駐フィリピン大使）：札幌市
- 田中宏尚（農林水産事務次官）：室蘭市[20]
- 千葉勝美（最高裁判所裁判官、仙台高等裁判所長官）
- 津田広喜（財務事務次官）：幌延町
- 土居健太郎（環境省水・大気環境局長、環境省環境再生・資源循環局長）：札幌市[19]
- 富樫凱一（本州四国連絡橋公団総裁、建設技監）：旭川市
- 富田朝彦（宮内庁長官）：函館市
- 豊嶋基暢（総務省情報流通行政局長）[21]
- 西川克行（検事総長）：岩見沢市
- 西堀正弘（国連大使）：函館市
- 丹羽清之助（人事院事務総長）
- 濵谷浩樹（厚生労働省保険局長、厚生労働省子ども家庭局長、厚生労働省老健局長）：函館市[22]
- 福島正則（元在アルメニア日本国大使館特命全権大使、元在ハバロフスク日本国総領事館総領事）：根室市[23]
- 福田勝一（第74代警視総監）：旭川市
- 古屋浩明（人事院事務総長）：旭川市
- 本保芳明（観光庁長官）：小樽市
- 松田昇（最高検察庁刑事部長）：函館市
- 松橋忠光（警視監、評論家）
- 三宅和助（駐シンガポール大使）：由仁町
- 宮本邦彦（警部）：札幌市
- 村木太郎（厚生労働省大臣官房総括審議官（国際担当）、東京労働局長）
- 横田正俊（第4代最高裁判所長官）：函館市
- 吉野準（第79代警視総監）：苫小牧市
- 米村猛（人事院事務総局人材局長、国家公務員倫理審査会事務局長、人事院事務総局総括審議官、人事院公務員研修所長）：札幌市[24]
- 和田篤也（環境事務次官）：室蘭市
- 渡邉修介（北方領土問題対策協会理事、在アゼルバイジャン日本国大使館特命全権大使、在ユジノサハリンスク日本国総領事館総領事）：小樽市[25]
- 渡邉保範（第11代海上保安監）[26]
- 渡邉芳樹（在スウェーデン日本国大使館特命全権大使、第34代社会保険庁長官、厚生労働省年金局長）：岩見沢市

### 軍人・自衛官

#### 陸軍軍人・陸上自衛官
- 西元徹也（陸上幕僚長、統合幕僚会議議長、防衛大臣補佐官）：恵庭市
- 有末精三（陸軍中将、参謀本部第2部長、対連合軍陸軍連絡委員長）：美唄市
- 有末次（陸軍中将、第8方面軍参謀副長）：美唄市
- 大須賀応（陸軍中将）：札幌市
- 尾崎義春（陸軍中将、第19師団長）：旭川市
- 吉田喜八郎（陸軍中将）：上富良野町
- 田中新一（陸軍中将、参謀本部第1部長、第18師団長、ビルマ方面軍参謀長）：釧路市
- 中永太郎（陸軍中将、第18師団長）：旭川市
- 坂本雄一（陸将、第8師団長、宮古島沖陸自ヘリ航空事故により殉職）：旭川市
- 工藤良一（陸軍少将）
- 野澤北地（陸軍少将）
- 加藤建夫（陸軍少将、加藤隼戦闘隊長）：旭川市
- 加藤義秀（陸軍少将）：雨竜郡一已村（現・深川市一已町）
- 真田穣一郎（陸軍少将、参謀本部第1部長、陸軍省軍務局長、第2総軍参謀副長）：美唄市
- 小原重孝（陸軍大佐）
- 福井重記（陸軍大佐）
- 加登川幸太郎（陸軍大佐、戦史研究家）
- 菅原茂（一等陸佐、第12代中央音楽隊長）
- 佐々木武雄（陸軍大尉、東京警備軍横浜警備隊長、首相官邸焼討ち事件首謀者。戦後「亜細亜友之会」事務局長・理事長）：小樽市
- 村中孝次（陸軍大尉、二・二六事件首謀者の一人）：旭川市

#### 海軍軍人・海上自衛官
- 河野克俊（海上幕僚長、統合幕僚長）：函館市
- 荒城二郎（海軍中将、横須賀工廠長）：札幌市
- 野田清（海軍中将、大本営海軍報道部長）
- 久保哲（海軍技術中将、鈴鹿工廠長、大和型戦艦設計者の一人）：札幌市
- 菊地聡（海将、舞鶴地方総監、佐世保地方総監）
- 柳谷謙治（海軍飛行兵曹長、元大日本帝国海軍航空隊搭乗員。海軍甲事件で山本五十六連合艦隊司令長官の護衛にあたる）：美深町[27]

#### 航空自衛官
- 鈴木昭雄（航空幕僚長）
- 尾崎義典（空将、情報本部長）
- 黒田勲（空将、早稲田大学教授）

### 教育関係

#### 学校教師
- 金成太郎（愛隣学校教師）：幌別村（現：登別市幌別）

## 実業家
- 相木孝仁（インクリメント・ピー社長。元フュージョン・コミュニケーションズ社長、コボ最高経営責任者、楽天ヨーロッパ最高経営責任者創業者）：旭川市
- 足立壽惠雄（元丸紅米国社長、元丸紅カナダ会社社長）：苫小牧市
- 石黒靖尋（ホーマック創業者）：釧路市
- 石黒靖規（DCMホールディングス社長）：釧路市
- 石水幸安（石屋製菓創業者）：深川市
- 入澤拓也（エコモット創業者）
- 岩崎琢弥（元日興証券社長）：小樽市
- 大久保尚武（元積水化学工業社長）：岩見沢市
- 太田寛一（元JA全農会長、元ホクレン会長、元JA士幌町組合長、よつ葉乳業創業者）：帯広市
- 太田英昭（元フジテレビ社長、元産経新聞社会長）：千歳市
- 大谷喜一（アインホールディングス社長）：浜頓別町
- 小川義男（元住友軽金属工業社長）：小樽市
- 小田桐忠治（元東京湾汽船社長）
- 桂田昌生（元東芝メディカルシステムズ社長、元日本医療機器産業連合会副会長）
- 加野忠（元ソロモン・ブラザーズ銀行日本代表）：小樽市
- 上山典男（日本ケミコン社長）：旭川市
- 亀渕昭信（元ニッポン放送社長）：由仁町
- 加森勝雄（加森観光創業者）：帯広市
- 川田篤（オロ創業者・社長）：札幌市
- 川村隆（元日立製作所会長兼社長）：函館市
- 金成喜蔵（幌別アイヌ長老、愛隣学校設立者）幌別村（現：登別市幌別）
- 岸道三（元日本道路公団総裁）：小樽市
- 木梨芳一（元北海道文化放送社長）：帯広市
- 木村昌平（元セコム社長）
- 久保匠（株式会社すくらむ創業者）：旭川市
- 香木正雄（元日本製粉社長）：小樽市
- 小池聰行（オリコン創業者）：新ひだか町（旧三石町）
- 小林敬：函館市
- 小松研一（元東芝メディカルシステムズ社長、元日本医療機器産業連合会副会長）：昆布町
- 斎藤十一（元新潮社最高顧問）：小樽市
- 笹原晶博（北海道銀行頭取、北海道経済連合会副会長）：帯広市
- 佐藤直樹（日活社長）：函館市
- 佐藤良雄（キャリアバンク創業者・社長、エコミック創業者・元社長、元コンサドーレサポーターズ持株会理事長）
- 佐藤佳孝（北海道電力社長）：小樽市
- 鹿内信隆（元フジサンケイグループ会議議長）：由仁町
- 鹿内春雄（元フジサンケイグループ会議議長）：由仁町
- 島田俊平（石屋製菓社長）：夕張市
- 嶋村輝郎（元ニコン社長）：旭川市
- 下妻博（元住友金属工業（現新日鐵住金）社長）：旭川市
- 蛇川忠暉（元日野自動車社長）：小樽市
- 東海林武雄（元旭電化工業社長、元日本専売公社（現・日本たばこ産業）総裁）：小樽市（秋田県生まれ）
- 白井俊之（ニトリホールディングス代表取締役社長、ニトリ代表取締役社長）：岩内町
- 白井芳夫（元日野自動車社長）：旭川市
- 進藤清貴（元王子ホールディングス社長）：苫小牧市
- 菅原公一（元カネカ社長）：滝川市
- 鈴木茂（元JR北海道会長）：岩内町
- スモーキー永田（自動車整備士、トップシークレット社長）：別海町
- 諏訪博（元TBS[注 1] 社長）：小樽市
- 堰八義博（北海道銀行代表取締役会長、元ほくほくフィナンシャルグループ代表取締役会長）：札幌市
- 大道寺小三郎：函館市（新ひだか町生まれ）
- 田尻稲雄（メディカルシステムネットワーク創業者）：小樽市
- 辰繁存（エフエム富士初代社長）：小樽市
- 田中清玄：七飯町
- 鶴羽肇（元ツルハホールディングス社長）：旭川市
- 十河政則（ダイキン工業社長、関西経済連合会副会長）：池田町
- 永井正（元三井ホーム社長）
- 中島尚俊（元JR北海道社長）：旭川市
- 中田乙一（元三菱地所社長）：小樽市
- 中道昌喜（中道機械・中道リース創業者）：函館市
- 長門正貢（日本郵政社長、ゆうちょ銀行元社長、シティバンク銀行元会長）：小樽市
- 成毛眞（元日本法人マイクロソフト代表取締役社長、スクウェア・エニックス・ホールディングス取締役）：札幌市
- 西澤亮一（実業家、株式会社ネオキャリア代表取締役）：中標津町
- 服部裕之（ビー・ユー・ジー創業者）：札幌市
- 林郁（デジタルガレージ創業者・社長兼グループCEO、DGフィナンシャルテクノロジー会長、カカクコム会長）：小清水町
- 伴素彦（元日本製粉社長、スキージャンプ選手）：小樽市
- 東原俊郎（太陽グループ社長）：深川市
- 中村雅知（元日本製紙グループ本社社長）
- 平岡敏男（元毎日新聞社社長）：旭川市
- 平塚常次郎（ニチロ（現マルハニチロ）創業者）：函館市
- 深澤祐二（東日本旅客鉄道（JR東日本）代表取締役社長）：函館市
- 福嶋康博（スクウェア・エニックス相談役名誉会長）：旭川市
- 藤井松太郎（元国鉄総裁）：深川市
- 藤井英雄（出前館社長）
- 富士本淳（ユニバーサルエンターテイメント社長）
- 本城愼之介（楽天元副社長））：釧路市
- 前田義徳（元NHK会長）：旭川市
- 松田昌士（元JR東日本社長）：北見市
- 真弓明彦（北海道電力会長・元社長）：旭川市
- 丸谷智保（セイコーマート社長）：池田町
- 三崎優太（みさきホールディングス創業者、YouTuber）：北見市
- 三橋勲（元旭川ガス社長）：旭川市
- 峰尾晋一（ハッピーカムカム社長）：新冠町
- 村田利文（ソフトフロントホールディングス創業者、エンジェル投資家）：江別市
- 村中悠介（DMM.com最高執行責任者COO、EXNOA最高経営責任者CEO、シントトロイデン（ベルギーサッカー1部リーグ）会長、DMM VENTURESインベスター、インフラトップ取締役、ONE DAY DESIGN取締役COO、アビスパ福岡取締役）：苫小牧市
- 森岡仙太（トヨタホーム社長）：旭川市
- 安川英昭（元セイコーエプソン社長）：小樽市
- 安田修（起業家、著作家、株式会社シナジーブレイン代表取締役）
- 柳橋仁機（カオナビ創業者・社長CEO）：釧路市
- 山川広行（札幌ドーム代表取締役社長長）：旭川市
- 山下弘（元ニッカウヰスキー社長）：函館市
- 萬直次（元日本経済新聞社社長）：小樽市

## 文化人

### 学者
- 赤松俊秀（歴史学者）：旭川市
- 浅野孝（環境工学者）：札幌市
- 秋場大輔（心理学者）：帯広市
- 秋野豊（政治学者）：小樽市
- 浅田和茂（刑法学者）：美唄市
- 荒憲治郎（経済学者）：旭川市
- 有賀秀子（農芸化学者）：帯広市
- 安藤真（電子工学者）：札幌市
- 飯島淳一（システム科学者）
- 飯田隆（哲学者）：札幌市
- 石田瑞麿（仏教学者）：小樽市
- 石澤良昭（歴史学者）：帯広市
- 伊福部達（工学者）：平取町
- 井尻正二（古生物学者）：小樽市
- 伊藤森右衛門（経営学者）：小樽市
- 井上芳保（社会学者）：小樽市
- 岩村忍（歴史学者）：小樽市
- 上田勤（英文学者）：函館市
- 内田一成（臨床心理学者、教育学者）： 釧路市
- 内田文昭（刑法学者）：小樽市
- 江口良友（バイオ研究者）：小樽市
- 大久保規子（行政法学者）
- 大島清（経済学者）：室蘭市
- 大橋英寿（社会心理学者）：旭川市
- 大山勝通（気象学者）：札幌市
- 奥平康弘（憲法学者）：函館市
- 小山内康人（地質学者）：札幌市
- 小沢牧子（心理学者）：浦河町
- 小田稔（天文学者、宇宙物理学者）：札幌市
- 帰山雅秀（水産学者）：小樽市
- 柿崎繁（経済学者）
- 鍵谷幸信（英文学者）：旭川市
- 堅田利明（生物学者）：札幌市
- 加藤正人（森林学者）：北見市
- 金森修（哲学者）：札幌市
- 上参郷祐康（音楽学者）：小樽市
- 上出洋介（地球宇宙物理学者）：小樽市
- 茅陽一（工学者）
- 河邨文一郎（医学者）：小樽市
- 川路紳治（物理学者）
- 北川敏男（統計数学者）：小樽市
- 北畠典生（仏教学者）：留萌市
- 及能正男（経済学者）：函館市
- 木村茂光（歴史学者）：洞爺村
- 楠宏（地球物理学者、地理学者）：釧路市
- 久保寺逸彦（言語学者、アイヌ文化研究者）：雄武町
- 黒川利雄（医学者）：三笠市
- 桑島邦博（物理学者）
- 慶伊富長（化学者）：滝川市
- 小林哲生（工学者）
- 小杉泰（イスラーム学者）：夕張市
- 小寺駿吉（造園家、農学者）：小樽市
- 木幡陽（生化学者）：根室市
- 小林麻理（商学者）
- 齋藤軍治（化学者）：小樽市
- 斎藤忍随（哲学者）：中頓別町
- 斎藤元秀（政治学者）：函館市
- 櫻井淳（経済、法学、理学、教養学者）：室蘭市
- 佐々木雄太（政治学者）：函館市
- 佐藤一彦（工学者）
- 佐藤貴史（宗教学者）
- 佐藤博明（会計学者）：八雲町
- 下斗米伸夫（国際政治学者）：札幌市
- 進藤榮一（国際政治学者）：帯広市
- 鈴木章（化学者）：むかわ町
- 鈴木秀次（物理学者）：滝川市
- 鈴木聡一郎（工学者）：函館市
- 杉島敬志（文化人類学者）：旭川市
- 栖原暁（社会学者）
- 曽我部正博（物理学者）：比布町
- 高倉新一郎（農業経済学者、歴史学者）：帯広市
- 高橋伸夫（経営学者）：小樽市
- 武隈慎一（経済学者）：小樽市
- 武田雅哉（中国文学者）：函館市
- 田中菊雄（英語学者）：小樽市
- 谷口義明（天文学者）：旭川市
- 丹保憲仁（環境工学者）：豊富町
- 知里真志保（言語学者）：登別村（現：登別市登別本町）
- 千葉謙太郎（古生物学者）：札幌市
- 常本照樹（憲法学者）：岩見沢市
- 外村大（歴史学者）
- 中村睦男（憲法学者）：室蘭市
- 名和豊春（工学者）：三笠市
- 新川詔夫（医学者）：小樽市
- 西安信（工学者）：小樽市
- 野坂幸弘（文学者）：小樽市
- 能勢弘之（刑事訴訟法学者）：岩見沢市
- 小野哲雄（情報工学者）：岩見沢市
- 野呂栄太郎（経済学者）：長沼町
- 畠山武道（法学者）：旭川市
- 浜林正夫（歴史学者）：小樽市
- 早川三代治（経済学者、作家）：小樽市
- 林忠行（国際政治学者）
- 林善茂（農業経済学者）：小樽市
- 原彬久（政治学者）：釧路市
- 原田尚美（地球科学者）：帯広市
- 菱川善夫（国文学者）：小樽市
- 藤岡信勝（教育学者）：岩見沢市
- 二間瀬敏史（宇宙物理学者）：札幌市
- 増山元三郎（数理統計学者）：小樽市
- 町村敬志（社会学者）
- 村田真（情報工学者）：旭川市
- 毛利衛（化学者、宇宙飛行士）：余市町
- 最上敏樹（法学者）：古平町
- 森征一（法学者）：室蘭市
- 森山豊（医学者、医師）：三笠市
- 柳瀬尚紀（英文学者）：根室市
- 山内進（法学者）：小樽市
- 山内昌之（歴史学者）：小樽市
- 八巻正治（社会福祉学者）：美幌町
- 山口昌男（文化人類学者）：美幌町
- 山崎亮一（農業経済学者）：札幌市
- 山田清志（経済学者）：三笠市
- 山畠正男（民法学者）：幕別町
- 勝山稔（歴史学者）：幕別町
- 山本多助（言語学者）：釧路市
- 吉崎栄泰（LHA開発者）：旭川市
- 吉澤靖之（医学者）：比布町
- 鷲田小彌太（哲学者）： 札幌市
- 和田寿郎（医学者）：札幌市
- 渡部重十（地球物理学者・惑星科学者）：幕別町
- 渡辺信英（法学者）：函館市

### 医療関係者
- 上杉春雄（神経内科医、ピアニスト）：芽室町
- 小田切信男（医師、信徒伝道者）：釧路市
- 香山リカ（精神科医、評論家）：小樽市
- 木下博勝（消化器外科医、タレント、大学教授）：深川市
- 佐古和廣（脳神経外科医、第3代名寄市立大学学長、名寄市立総合病院院長）：砂川市[28]
- 吉崎栄泰（内科医、プログラマ）：旭川市
- 和田寿郎（心臓外科医）
- 渡辺淳一（整形外科医、作家）：上砂川町

### 法曹関係者
- 石丸幸人（弁護士）：室蘭市
- 越前屋民雄（弁護士）
- 亀石倫子（弁護士）：小樽市
- 山口真由（弁護士、タレント）：札幌市

### 小説家
- 朝倉かすみ：小樽市
- 東直己：札幌市
- 安部公房：旭川市（1951年上半期芥川賞）
- 荒巻義雄：小樽市
- 池澤夏樹：帯広市（1987年下半期芥川賞）
- 維住玲子： 帯広市
- 石黒達昌：深川市
- 石塚喜久三：小樽市
- 伊藤整：小樽市
- 宇江佐真理：函館市
- 浮穴みみ：旭川市
- 円城塔：札幌市（2011年下半期芥川賞）
- 岡田三郎：松前町
- 奥野紗世子：札幌市
- 長見義三：長沼町
- 片瀬チヲル：帯広市
- 加藤千恵：旭川市
- 加藤文：北見市
- 萱野茂：平取町
- 川内康範：函館市
- 河﨑秋子：別海町（十勝管内在住、2024年上半期直木賞）
- 川又千秋：小樽市
- 木野工：旭川市
- 京極夏彦：小樽市（2003年下半期直木賞）
- 久藤冬貴：旭川市
- 黒木亮：秩父別町
- 高城高：函館市
- 小林多喜二：小樽市
- 小檜山博：滝上町
- 五島勉：函館市
- 琴音：函館市
- 今日出海：函館市（1950年上半期直木賞）
- 今野敏：三笠市
- 西條奈加：池田町（2020年下半期直木賞）
- 坂本幸四郎：函館市
- 桜井鈴茂：当別町
- 桜木紫乃：釧路市（江別市在住、2013年上半期直木賞）
- 櫻田智也：函館市
- 佐々木譲：夕張市（2009年下半期直木賞）
- 佐々木丸美：当別町
- 佐藤友哉：千歳市
- 佐藤泰志：函館市
- 寒川光太郎：羽幌町（1939年下半期芥川賞）
- 重兼芳子：上砂川町
- 嶋戸悠祐：旭川市
- 清水博子：旭川市
- 子母澤寛：石狩市（旧厚田村）
- 十文字青：北斗市（旧上磯町）
- 小路幸也：旭川市
- 高野亘：小樽市
- 高橋揆一郎：歌志内市（1978年上半期芥川賞）
- 滝本竜彦：上ノ国町
- 千早茜：江別市（2022年下半期直木賞）
- 柄刀一：夕張市
- 辻仁成：函館市（東京都生まれ、1996年下半期芥川賞）
- 藤堂志津子：札幌市（1988年下半期直木賞）
- 富樫倫太郎：函館市
- 長嶋有：室蘭市（2001年下半期芥川賞）
- 中戸川吉二：釧路市
- 中村武羅夫：岩見沢市
- 夏堀正元：小樽市
- 鳴海章：帯広市
- 西野辰吉
- 沼田真佑：小樽市（2017年上半期芥川賞）
- 馳星周：浦河町（2020年上半期直木賞）
- 長谷川四郎：函館市
- 蜂谷涼：小樽市
- 八匠衆一：旭川市
- 林譲治：長沼町
- 林不忘：函館市
- 原田康子：釧路市
- 久生十蘭：函館市（1951年下半期直木賞）
- 久間十義：新冠町
- 福林正之：小樽市
- 本庄陸男：当別町
- 正本ノン：釧路市
- 三浦綾子：旭川市
- 三浦清宏：室蘭市
- 水谷準：函館市
- 村雲菜月：帯広市
- 門田充宏：根室市
- 八木義徳：室蘭市（1944年上半期芥川賞）
- 矢口敦子：函館市
- 吉野茉莉：室蘭市
- 和田芳恵：長万部町（1963年下半期直木賞）

### ジュブナイル作家・ライトノベル作家
- 逢空万太
- 葵せきな
- アサウラ
- 宇野朴人
- 太田紫織
- 喜多みどり
- 窪田僚
- 氷室冴子：岩見沢市
- 三浦勇雄
- 三国陣

### 児童文学作家
- 後藤竜二：美唄市
- 柴村紀代
- 富盛菊枝：室蘭市
- 中川李枝子：札幌市
- 山中恒：小樽市

### 随筆家
- 黒柳朝：滝川市 - 黒柳徹子の母親

### 俳人
- 五十嵐秀彦：帯広市
- 岡野知十：様似町
- 小津夜景：釧路市
- 櫂未知子：余市町
- 斉藤玄：函館市
- 鈴木牛後：小樽市
- 西川徹郎：芦別市
- 原子公平：小樽市
- 湊楊一郎：小樽市

### 歌人
- 違星北斗：余市町
- 岡しのぶ：旭川市（恵庭市生まれ）
- 加藤千恵：旭川市
- 斎藤史：旭川市（東京都生まれ）
- 時田則雄：帯広市
- 中城ふみ子：帯広市
- 浜田康敬：釧路市
- 柳澤美晴：旭川市
- 山田航：札幌市
- 雪舟えま：札幌市

### 詩人
- 岩田宏：京極町
- 小熊秀雄：小樽市
- 河邨文一郎：小樽市
- こたきこなみ：小樽市
- 今野大力：旭川市（宮城県生まれ）
- 左川ちか：余市町
- 更科源蔵：弟子屈町
- 柴田望：旭川市
- 武田隆子：旭川市
- 知里幸恵：登別市
- 天童大人：小樽市
- 富原孝：七飯町
- 原子修：函館市
- 文月悠光：札幌市
- 吉田一穂：古平町（木古内町生まれ）
- 和田徹三：余市町

### 絵本作家
- あべ弘士：旭川市
- 伊勢英子（いせひでこ）：旭川市
- 高楼方子：函館市
- そら : 札幌市

### 劇作家・演出家
- イナダ：函館市
- 樫田正剛：苫小牧市
- 鐘下辰男：鹿追町
- 中江良夫：室蘭市
- 鳴海康平：紋別市
- 三浦大輔：苫小牧市
- 藤田貴大：伊達市
- 水谷龍二：苫小牧市
- 八木隆一郎：函館市（秋田県生まれ）

### 演劇プロデューサー
- 本田延三郎：函館市

### 評論家
- 青木日出雄（航空・軍事評論家）：旭川市
- 石川佐智子（教育評論家、政治運動家）：旭川市
- 小笠原賢二（文芸評論家）：増毛町
- 亀井勝一郎（文芸評論家）：函館市
- 川村湊（文芸評論家）：網走市
- 小松伸六（文芸評論家）：釧路市
- 今野雄二（映画評論家）：室蘭市
- 品田雄吉（映画評論家）：遠別町
- 千街晶之（ミステリー評論家）：倶知安町
- 高澤秀次（文芸評論家）：室蘭市
- 高野斗志美（文芸評論家）：鷹栖町
- 寺島実郎（経済評論家）：沼田町
- 百目鬼恭三郎（文芸評論家）：小樽市
- 西部邁（評論家）：長万部町
- 早坂茂三（政治評論家）：函館市
- 水沢渓：函館市
- 吉田秀和（音楽評論家）：小樽市
- 渡辺顗修（法律評論家）：札幌市

### ノンフィクション作家・ジャーナリスト
- 雨宮処凛：滝川市
- 沖藤典子：室蘭市
- 織田淳太郎：室蘭市
- 久田恵：室蘭市
- 宮本美智子：富良野市
- 佐藤和孝：帯広市
- 角幡唯介：芦別市

### その他の著作家
- 加治将一
- 佐野正幸：札幌市
- せきしろ：北見市
- 知里幸恵：登別村（現：登別市登別本町）
- 永江朗：旭川市
- 中江克己：函館市
- 中村嘉人：函館市
- 中村信仁

### 出版関係者
- 久保雅一

### 美術家
- 川俣正：三笠市
- 渡邊晃一：夕張市

### 画家
- 石郷岡敬佳：小樽市
- 一原有徳（版画家）：小樽市
- 一木万寿三：滝川市
- 岩橋英遠：滝川市
- 内山ユニコ：北見市
- おおた慶文
- 片岡球子：札幌市
- 神田日勝：鹿追町
- 木田金次郎：岩内町
- 栗谷川健一：岩見沢市
- 沢田哲郎：小樽市
- 高松潤一郎：小樽市
- 武田範芳：旭川市
- 手嶋勇気
- 中村岳：室蘭市
- 中村善策：小樽市
- 難波田龍起：旭川市
- 長谷川潾二郎：函館市
- 平沢貞通：小樽市
- 福井爽人：旭川市
- 松樹路人
- 松島正幸：深川市
- 丸木俊：秩父別町
- 三岸好太郎：札幌市
- ルナ・H・ミタニ：釧路市（米国籍）
- 山口蓬春：松前町

### イラストレーター
- あきまん：釧路市
- 大西重成：津別町
- KEI：千歳市
- そら：札幌市
- 藤田のりとし：釧路市
- 深崎暮人

### 手芸作家
- 上武やす子：室蘭市

### 書家
- 松本春子：帯広市
- 小川東洲：深川市
- 金子鷗亭：松前町
- 金田心象：幌延町
- 中野北溟：羽幌町焼尻島

### 写真家
- 岩合徳光：釧路市
- 岡田敦：稚内市
- 掛川源一郎：室蘭市
- 操上和美：富良野市
- 柴田三雄：北見市
- 谷口雅彦：旭川市
- 長倉洋海：釧路市
- 深瀬昌久：美深町
- 吉岡均：芦別市
- 吉田ルイ子：室蘭市

### 彫刻家
- 佐藤忠良：夕張市育ち
- 篠原勝之（クマさん）：室蘭市
- 砂澤ビッキ：音威子府村
- 善本秀作：旭川市
- 中原悌二郎：釧路市
- 本郷新：札幌市
- 安田侃：美唄市
- 渡辺元佳：伊達市
- So Izumi
- 太田敏孝：旭川市

### 建築家
- 生田勉：小樽市
- 齋藤裕：小樽市
- 中尾耕二：北広島市
- 林雅子：旭川市
- 毛綱毅曠：釧路市
- 田中裕也: 稚内市

### 映画監督
- 井樫彩：伊達市
- 伊藤衆人：釧路市
- 笠木望：遠軽町
- 片岡修二：旭川市
- 工藤栄一：苫小牧市
- 熊切和嘉：帯広市
- 小沼勝：小樽市
- 小林正樹：小樽市
- 今敏：釧路市
- 齋藤剋範：浦河町
- 白石和彌：旭川市
- 菅原浩志：長沼町
- 鈴井貴之：赤平市
- 田口清隆：室蘭市
- 田中光敏：浦河町
- 坪川拓史：長万部町
- 永野靖忠：小樽市
- 福永壮志：伊達市
- 細山喜代松：小樽市
- 水野洽：芦別市
- 山田勇男：長沼町

### 脚本家
- 石森史郎：羽幌町
- 石山透：小樽市
- 要ゆうじ：旭川市
- 野田高梧：函館市
- 信本敬子：旭川市
- 橋本裕志：礼文町
- 八田尚之：小樽市
- 比佐芳武：滝川市
- 藤井邦夫：旭川市
- 大和屋竺：三笠市
- 山本むつみ：旭川市
- 横幕智裕：河東郡音更町

### 映画カメラマン・撮影監督
- 碧川道夫：小樽市

### 映画プロデューサー
- 伊藤亜由美：小樽市
- 佐藤正之：小樽市

### 作曲家（クラシック・現代音楽）
- 飯田三郎：根室市
- 石丸基司：釧路市
- 伊福部昭：釧路市
- 小町昭：釧路市
- 大木英子：小樽市
- 片山柊：小樽市
- 座光寺公明：旭川市（東京都生まれ）
- 佐藤勝：留萌市
- 宍戸睦郎：旭川市
- 土田英介：室蘭市
- 西田直道：名寄市
- 原田甫：旭川市
- 廣瀬量平：函館市
- 堀井友徳：苫小牧市
- 間宮芳生：旭川市
- 宮川泰：留萌市
- 八洲秀章：真狩村
- 唯是震一：深川市

### クラシック音楽演奏家
- 上杉春雄（ピアニスト・医師）：芽室町
- 上田仁（指揮者）：大野町（現北斗市）
- 太田有香（ピアニスト）：旭川市
- 黒岩真美（クラリネット奏者）：湧別町
- 河野文昭（チェロ奏者）：小樽市
- 後藤悠仁（ヴィオラ奏者）：妹背牛町
- 小林千代子（ソプラノ歌手）：小樽市
- 佐々木一樹（ヴァイオリン奏者）：札幌市
- 佐藤まどか（ヴァイオリン奏者）：旭川市
- 田部京子（ピアニスト）：室蘭市
- 津留崎直紀（チェロ奏者）
- 藤川真弓（ヴァイオリン奏者）：旭川市
- 船木浩行（ギタリスト）：室蘭市
- 吉田雅夫（フルート奏者）：函館市

### 邦楽演奏家
- 三浦可栄（箏演奏家）：千歳市

### バレエダンサー
- 熊川哲也：旭川市
- 蔵健太：旭川市
- 竹島由美子（コスチュームデザイナーとしても）：旭川市
- 高橋絵里奈：釧路市
- 宮尾俊太郎：根室市

### 舞踊家（創作舞踊）
- 大野一雄：函館市
- ギリヤーク尼ヶ崎：函館市
- 酒井美直
- 千田モト

### 囲碁
- 小林光一：旭川市
- 下坂美織：帯広市
- 富士田明彦：帯広市
- 宮沢吾朗：帯広市
- 山下敬吾：旭川市
- 依田紀基：美唄市

### 将棋
- 石田直裕：名寄市
- 勝浦修：紋別市
- 金沢孝史：札幌市
- 北村昌男：函館市
- 坂口允彦：日高町
- 佐藤大五郎：函館市
- 中座真：稚内市
- 中井広恵：稚内市
- 野月浩貴：札幌市
- 花田長太郎：函館市
- 日浦市郎：新ひだか町
- 広瀬章人：札幌市
- 二上達也：函館市
- 屋敷伸之：札幌市
- 和田あき：札幌市
- 渡部愛：帯広市

### チェス選手
- 有田謙二：滝川市

### 麻雀
- 茅森早香：苫小牧市
- 松ヶ瀬隆弥
- 丸山奏子：旭川市

### 漫画家
- 相庭よた郎：網走市
- 相原コージ：登別市
- 青沼貴子：函館市
- あきのかな（香奈）：池田町
- 麻見雅：三石町
- あさりよしとお：上砂川町
- あづち涼
- 吾妻ひでお：浦幌町
- あべさより：紋別市
- あや秀夫：北見市
- 荒川弘：幕別町
- 飯坂友佳子：小樽市
- 伊科田海：北見市
- いがらしゆみこ：旭川市
- いくえみ綾：名寄市
- 石川サブロウ：岩内町
- 板垣恵介：釧路市
- 伊東岳彦：北見市
- 伊藤誠：北見市
- 稲光伸二
- 井上英沖：旭川市
- 岩泉舞：室蘭市
- いわおかめめ
- 岩尾奈美恵：富良野市
- 岩館真理子
- 岩原裕二：女満別町
- 魚戸おさむ：函館市
- 遠藤淑子：根室市
- 大海とむ
- 大清水さち
- 大谷博子：新冠町
- 大西巷一：室蘭市
- おおば比呂司
- 大和田夏希：池田町
- 岡田史子：新ひだか町（旧静内町）
- 岡本一平：函館市
- 小畑友紀：釧路市
- 帯ひろ志：帯広市
- 柿崎正澄：紋別市
- 加藤唯史：函館市
- 叶恭弘
- 唐沢なをき
- 菅野博之：札幌市
- 川野匠
- 河原和音：滝川市
- 川原由美子：北斗市
- 神田森莉：小樽市
- くりひろし：倶知安町
- 小坂理絵
- 今敏：釧路市　※映画監督の項を参照
- 桜井まちこ
- 佐々木倫子：旭川市
- ささやななえ：芦別市
- 佐藤秀峰：池田町
- 佐藤二葉：帯広市
- 三部敬：苫小牧市
- 椎名軽穂：羽幌町
- 柴田ヨクサル：北見市（旧留辺蘂町）
- 島本和彦：池田町
- 新波歩：旭川市
- 菅野マナミ：網走市
- 菅原雅雪：愛別町
- 杉田尚：上ノ国町
- すぎむらしんいち
- 砂：釧路市
- 諏訪緑：釧路市
- そにしけんじ
- 曽根富美子：室蘭市
- 空知英秋：滝川市
- 高田りえ
- 高津カリノ
- 高橋しん：士別市
- 瀧波ユカリ：釧路市
- 伊達恒大：伊達市
- たなかかなこ：北見市
- たなかてつお：八雲町
- 塚本やよい：釧路市
- テクノサマタ
- 寺沢武一：旭川市
- 長江朋美
- 流星光
- 中川学：中札内村
- 中山昌亮：旭川市
- 西尚美：三笠市
- 布浦翼：旭川市
- 野田サトル：北広島市
- のむらしんぼ：函館市（旧南茅部町）
- はた万次郎：釧路市
- 林崎文博
- 原悠衣：札幌市
- 聖日出夫
- 樋野まつり
- 平口広美：伊達市
- フォビドゥン澁川
- ふくしま政美：せたな町
- 藤沢とおる
- 藤田和日郎：旭川市
- 藤田素子：旭川市
- 星野之宣：釧路市
- 堀田あきお：夕張市
- 本庄敬：寿都町
- 前川たけし：旭川市
- 美川べるの
- みけおう
- 水月博士
- 三原順
- 三次マキ
- 村上真紀：小樽市
- 目黒あむ
- 森雅之：浦河町
- モンキー・パンチ：浜中町
- もんでんあきこ：三笠市
- 谷澤みき
- 安彦良和：遠軽町
- 山岸凉子：上砂川町
- やまざき貴子：別海町
- 山下和美：小樽市（神奈川県育ち）
- 大和和紀
- 山花典之：小樽市
- 山本直樹：福島町
- 山本夜羽音：石狩市（旧浜益村）
- ゆうきまさみ：倶知安町
- 横山えいじ
- 余湖裕輝：八雲町（旧熊石町）
- ルーツ
- 渡辺ペコ
- 三宅乱丈：札幌市
- アミュー

### 漫画原作者
- 七月鏡一：室蘭市

### アニメ業界関係者
- 安藤真裕
- 秋山勝仁
- 飯田馬之介
- 尾鷲英俊
- 恩田尚之
- 葛西治
- 窪岡俊之
- 窪田忠雄
- 合田浩章
- 湖川友謙：遠軽町
- こだま兼嗣
- 小林七郎：置戸町
- 今敏：釧路市
- 西城隆詞
- 下田正美：富良野市
- 杉野昭夫：北見市
- 須藤昌朋
- 龍輪直征
- 辻初樹
- 鳥海尽三：滝川市
- 長岡康史
- 野崎透
- 前田実
- mebae
- 望月智充
- 山内重保
- 山下将仁
- 渡部高志

### ゲーム業界関係者
- 野島一成
- 岩田聡：札幌市
- 府元晶：苫小牧市
- 水口哲也：小樽市
- 高橋名人：札幌市
- 綾部和：函館市
- daipo：小樽市
- センバノブユキ

### 料理業界関係者
- 星澤幸子：南富良野町
- 三國清三：増毛町
- 脇屋友詞：芦別市

### 美容業界関係者
- 三木直子（ビューティー・ライフ・コーディネーター）

### その他の文化人
- 赤木顕次（宗教家）：小樽市
- 岩崎紘昌（西洋アンティーク研究家）
- 川村カ子ト（上川アイヌの長、国鉄測量技手、川村カ子トアイヌ記念館館長）：永山村（現：旭川市永山）
- 金成マツ（アイヌの口承文芸・ユカㇻ伝承者、キリスト教伝道師）：幌別村（現：登別市幌別）
- 栗城史多（登山家）：瀬棚郡今金町
- 佐藤純通（司法書士、日本司法書士会連合会元会長）
- 萩中美枝（アイヌ文化研究家）：様似村（現：様似町）
- 堀賢一（ワイン研究家）：小樽市
- 唯是一寿（政策研究家）：小樽市
- 横山むつみ（アイヌ文化伝承者、知里幸恵 銀のしずく記念館初代館長）：幌別村（現：登別市幌別）出生、江差町出身
- 渡辺和郎（アマチュア天文家）：釧路市
- 常見陽平（労働社会学者、働き方評論家、作家、千葉商科大学准教授）：札幌市

## 放送関係者

### プロデューサー・放送作家など
- 稲田秀樹（共同テレビプロデューサー）
- 伊福部崇（放送作家、脚本家、ミュージシャン）：札幌市
- 岩田公雄（読売テレビ特別解説委員、元解説委員長）：旭川市
- 岩間玄（日本テレビプロデューサー）
- 上野修（ラジオプロデューサー：小樽市
- 奥山コーシン（放送作家、ラジオパーソナリティ）：旭川市
- 金平茂紀（TBSテレビ報道局付執行役員、2010年10月より『報道特集』メインキャスター）：旭川市
- 加茂裕治（フジテレビ湾岸スタジオ所長）
- 沢口義明（放送作家）
- 手嶋龍一（元NHKワシントン支局長、現：作家・外交ジャーナリスト）：芦別市
- 滝内泉（プロデューサー）
- 土井巧（北海道テレビ放送元プロデューサー・元HTBプロモーション代表取締役社長）
- 成田はじめ（脚本家、放送作家）：函館市
- 林徹（テレビドラマ演出家、フジテレビ編成制作局ドラマ制作センター専任部長）：美唄市
- 張江泰之（プロデューサー）：釧路市
- 福屋渉（北海道テレビ放送プロデューサー・取締役）：長沼町
- 本間欧彦（北海道文化放送常務取締役兼編成局長、元フジテレビ編成制作局ドラマ制作センター長）
- 水島宏明（法政大学社会学部教授、元札幌テレビベルリン支局長、日本テレビ解説委員）

### アナウンサー
日本放送協会（NHK）
（現在所属の放送局などは各人物の項目を参照すること）
- 赤松俊理：雨竜郡秩父別町
- 沢田石和樹：中川郡美深町
- 白崎義彦：岩見沢市
- 曽根優：札幌市
- 高市佳明：札幌市
- 高橋美鈴：室蘭市
- 八田知大：札幌市
- 福井慎二：札幌市
- 堀伸浩：室蘭市
- 増子有人：札幌市
- 南山吉弘：岩見沢市
- 森田美由紀：札幌市

北海道放送（HBC）
- 赤城敏正 - 現在は社長室広報部長兼コンプライアンス室経営管理部長：函館市
- 糸賀舜：札幌市
- 管野暢昭：浦河郡浦河町
- 近藤肇 - 気象予報士：紋別郡雄武町
- 佐藤彩：札幌市
- 堰八紗也佳：札幌市
- 谷藤博美 - 元富山テレビ放送、現在は報道記者：小樽市
- 船越ゆかり - コンプライアンス室シニアマネージャー・番組審議会事務局長：札幌市
- 堀内美里：札幌市
- 本間吏成：稚内市
- 水野善公 - 元高知さんさんテレビ：広尾郡広尾町
- 森結有花 - 元石川テレビ放送：帯広市
- 森理恵：札幌市
- 森田絹子：札幌市
- 山内要一：北見市
- 世永聖奈 - 元さくらんぼテレビジョン：宗谷郡猿払村

札幌テレビ放送（STV）
- 明石英一郎 - 現在は札幌映像プロダクション専務取締役エグゼクティブアナウンサー：旭川市
- 石田久美子 - 現在はSTVラジオ営業部：札幌市
- 兼子真衣：札幌市
- 工藤準基 - 退社後もラジオ番組を担当：沼田町
- 佐々木美波：千歳市
- 高山幸代：札幌市
- 八木菜摘 - 現在はSTV報道局報道記者：釧路市

北海道テレビ放送（HTB）
- 神田昭一 - 気象予報士：札幌市
- 金子哲俊 - 現在は営業局：釧路市
- 佐藤良諭 - 元熊本県民テレビ→テレビ北海道：釧路市
- 谷口直樹：上川郡鷹栖町
- 藤澤達弥 - 元山口放送：札幌市北区
- 森唯菜：札幌市
- 吉田みどり - 現在は秘書室に異動：室蘭市

北海道文化放送（UHB）
- 宇野章午 - 2016年から事業開発部に配属、2019年にアナウンサーに復帰：千歳市
- 篠原巨樹 - 2007年に北海道新聞社に出向、2015年にアナウンサーに復帰：札幌市
- 柴田平美：根室市
- 田辺桃菜：札幌市
- 山田英寿 - 報道制作局報道部担当部長：石狩郡当別町

テレビ北海道（TVh）
- 磯田彩実：札幌市

FM北海道（AIR-G'）
- 千葉ひろみ：札幌市

道外局
- 安住紳一郎 - TBS：帯広市
- 生田竜聖 - フジテレビ：室蘭市
- 伊藤晋平 - 東北放送：名寄市
- 伊藤隆太 - TBS報道局社会部記者兼任：函館市
- 岡崎潤司 - TBS編成局アナウンス部次長：余市町
- 加藤康裕 - 毎日放送：小樽市
- 小松靖 - テレビ朝日：札幌市
- 斉藤舞子 - フジテレビ社会部記者兼務：札幌市
- 坂本佳子 - 青森朝日放送：北斗市
- 佐々木夢夏 - 三重テレビ：釧路市
- 佐藤修 - 東北放送：札幌市
- 高橋生 - 高知放送
- 滝菜月 - 日本テレビ：音更町
- 筒井あずみ - 福岡放送：札幌市
- 西尾佳 - 長野放送：小樽市
- 長谷川朋加 - 四国放送、元NHK山形放送局契約キャスター：帯広市
- 藤井慎子 - 高知放送：岩見沢市
- 舟津宜史 - 日本テレビ、現在は編成局編成部所属：札幌市
- 古谷有美 - TBS：恵庭市
- 松岡朱里 - テレビ朝日
- 三浦拓実 - ラジオNIKKEI、元NHK：札幌市
- 山本悠美子 - 関西テレビ：札幌市

フリー・退職者・転職者
- 阿部公江 - 元テレビ東京：札幌市
- 五十嵐いおり - フリー（オフィスパレット所属）、元北海道テレビ放送：札幌市
- 石井庸子 - 元NHK：札幌市
- 石山愛子 - フリー（セント・フォース所属）、元北海道放送：札幌市
- 井出千草 - 元秋田テレビ：札幌市
- 伊藤治明 - 元北海道文化放送：中札内村
- 今中麻貴 - フリー（圭三プロダクション所属）、元札幌テレビ放送：小樽市
- 上野優花 - フリー（セント・フォース所属）
- 大島由佳 - 医師、元鹿児島讀賣テレビ→元北海道放送
- 小野優子 - 元北海道テレビ放送：札幌市
- 小野塚勝 - 元北海道放送→北海道テレビ放送（後に報道局長・解説委員）：早来町（現安平町）
- 片山雅子 - フリー、元札幌テレビ放送：函館市
- 鎌田正幸 - 元NHK：小樽市
- 岸田彩加 - フリー（TBSスパークル所属）。元NHK室蘭放送局契約→北海道テレビ放送：北広島市
- 喜瀬浩 - フリー、元札幌テレビ放送、定年退職後も同局の番組に出演：函館市
- 日下怜奈 - フリー（吉本興業所属）、元北海道放送：札幌市
- 小林悠 - 元TBS：札幌市
- 小堀勝啓 - フリー、元中部日本放送、現在も同局の番組に出演：帯広市
- 小山乃里子 - フリー、元ラジオ関西：小樽市
- 酒井弘明 - フリー、元東海ラジオ：札幌市
- 佐藤友紀 - フリー（ホリプロ所属）、元NHK札幌放送局契約キャスター→元信越放送：札幌市
- 佐藤麻美 - フリー、元北海道テレビ放送（後に編成部に異動）：函館市
- 塩地美澄 - フリー、元秋田朝日放送：札幌市
- 品田公明 - 元NHK：室蘭市
- 島ひとみ - フリー（セント・フォース所属）、元NHK旭川→札幌両局契約キャスター→元TBSニュースバードキャスター：旭川市
- 菅原安信 - 元北海道放送→北海道テレビ放送：函館市
- 鈴木淳一 - フリー、元北海道テレビ放送：札幌市
- 菅野詩朗 - フリー、元文化放送：札幌市
- 高野美佐 - 元札幌テレビ放送：札幌市
- 竹内久乃 - フリー（キャスト・プラス所属）、元山形放送
- 多田護 - フリー（キャスト・プラス所属）、元TBS：中川郡幕別町
- 田村英一：元北海道放送：喜茂別町
- 千葉真澄 - 元NHK函館・札幌放送局契約キャスター→テレビ北海道：札幌市
- 野宮範子 - フリー、元北海道放送、桜井宏の妻：室蘭市
- 濱本りか - フリー（オフィスケイアール所属）、元東日本放送→元文化放送：札幌市
- 藤谷栄也 - 元NHK：余市町
- 星和明 - 元青森放送：恵庭市
- 水野悠希 - 元岩手朝日テレビ、元北海道文化放送：留萌市、東川町育ち
- 水本香里 - フリー、元FM北海道：釧路市
- 宮田愛子 - フリー、元札幌テレビ放送：札幌市
- 森田政仁 - フリー、元北海道テレビ放送：札幌市
- 柳卓 - フリー、元琉球放送、退職後も同局の番組に出演：芦別市
- 吉澤一彦 - フリー、元テレビ朝日：砂川市
- 渡辺陽子 - フリー、元北海道放送、現在も同局の番組に出演：岩見沢市
- 紺野あさ美 - 元テレビ東京、元モーニング娘。、杉浦稔大の妻：札幌市
- 矢萩尚太郎 - 元北海道放送：札幌市（北見市生まれ）
- 牧原俊幸 - フリー（マジマックス所属）、元フジテレビ：江別市

### キャスター
- 荒川強啓（元山形放送）：札幌市
- 木元教子（元TBS）：苫小牧市
- 小松錬平：釧路市
- 佐藤のりゆき（元北海道放送）：札幌市（旭川市生まれ）
- 新崎真倫：帯広市

### その他
- 折坂章子（気象予報士）：旭川市
- 前田忠明（芸能レポーター）：岩見沢市

## スポーツ界関係者

### 大相撲

#### 横綱
- 千代の山雅信（第41代横綱）：福島町
- 吉葉山潤之輔（第43代横綱）：厚田村（現石狩市）
- 大鵬幸喜（第48代横綱）：弟子屈町、樺太生まれ
- 北の富士勝昭（第52代横綱。相撲解説者）：公式には旭川市（美幌町生まれ、留萌市育ち）
- 北の湖敏満（第55代横綱。9代・12代日本相撲協会理事長）：壮瞥町
- 千代の富士貢（第58代横綱）：福島町
- 北勝海信芳（第61代横綱。八角親方。13代日本相撲協会理事長）：広尾町
- 大乃国康（第62代横綱。芝田山親方）：芽室町

#### 大関
- 太刀光電右エ門：三笠市
- 名寄岩静男：名寄市
- 北葉山英俊：室蘭市
- 大受久晃：せたな町（旧瀬棚町）
- 旭國斗雄：愛別町
- 北天佑勝彦：室蘭市

#### 幕内
- 三杦磯善七（元関脇）：八雲町（旧熊石町）
- 旭川幸之焏（元関脇）：旭川市
- 輝曻勝彦（元関脇）：留萌市
- 安念山治（羽黒山礎丞）（元関脇）：下川町
- 北の洋昇（元関脇）：網走市
- 羽黒花統司（元関脇）：西興部村
- 明武谷力伸（元関脇）：釧路市（旧阿寒町）
- 高鐵山孝之進（元関脇）：小樽市
- 藤ノ川武雄（元関脇）：音更町
- 長谷川勝敏（元関脇）：岩見沢市（旧栗沢町）
- 金剛正裕（元関脇）：深川市
- 北瀬海弘光（元関脇）：せたな町（旧北檜山町）
- 巴潟誠一（元小結）：函館市
- 大晃定行（元小結）：北斗市（旧上磯町）
- 沢光幸夫（元小結）：佐呂間町
- 双津竜順一（元小結）：室蘭市
- 大翔鳳昌巳（元小結）：札幌市
- 十勝岩豊：大樹町
- 双ツ龍徳義：室蘭市
- 栗家山恵三：日高町（旧門別町）
- 玉嵐孝平：芽室町
- 松前山武士：松前町
- 大心昇：長万部町
- 禊鳳英二：木古内町
- 若吉葉重幸：夕張市
- 北の花勝利：留寿都村
- 朝登俊光：夕張市
- 大雪嶺登：夕張市
- 凌駕精考：下川町
- 琴乃富士太喜：留寿都村
- 琴ヶ嶽綱一：弟子屈町
- 琴若央雄：増毛町
- 琴千歳幸征：千歳市
- 騏ノ嵐和敏：夕張市
- 王湖伊津男：釧路市
- 北勝鬨準人（伊勢ノ海親方）：帯広市
- 立洸熊五郎：斜里町
- 旭大星託也：旭川市
- 矢後太規（現役）：芽室町
- 一山本大生（現役）：岩内町

#### 十両
- 玄武満（現タレント）：芦別市
- 佐ノ藤清彦：別海町
- 森乃里治重：森町
- 陸奥北海勝昭（伊勢ヶ濱部屋世話人）：（新ひだか町（旧三石町））
- 琴冠佑源正：新冠町
- 若天狼啓介：根室市

#### 行司
- 木村庄之助 (31代)：美瑛町
- 木村庄之助 (32代)：網走市
- 式守伊之助 (34代)：赤平市

### 柔道
- 佐藤宣践（1967年・1973年世界柔道選手権93kg級金メダル）：函館市
- 越野忠則（1991年世界柔道選手権60kg級金メダル、バルセロナオリンピック60kg級銅メダル）：白糠町
- 恵本裕子（アトランタオリンピック61kg級金メダル）：旭川市
- 上野雅恵（アテネオリンピック・北京オリンピック70kg級金メダル）：旭川市
- 佐藤愛子（北京オリンピック70kg級7位、2011年世界柔道選手権70kg級金メダル）：名寄市
- 上野順恵（2009年・2010年世界柔道選手権63kg級金メダル、ロンドンオリンピック63kg級銅メダル）：旭川市
- 上野巴恵（2011年グランドスラム・東京70kg級金メダル）：旭川市
- 永山竜樹（2024年パリオリンピック60kg級銅メダル）：美唄市

### 剣道
- 栄花直輝：喜茂別町

### 空手
- 安廣一哉：旭川市
- 室木洋一：本別町

### ボクシング

#### プロボクシング
太字は世界チャンピオン経験者。
- 浅尾和信：深川市
- 石井幸喜：千歳市
- 伊藤辰史：三笠市
- 江刺勝雄：礼文町
- 岳たかはし：夕張市
- 柏葉守人
- 金沢和良：札幌市
- 亀海喜寛：札幌市
- 加山利治：帯広市
- 木村章司：美幌町
- 清田祐三：釧路市
- 笹崎僙：歌志内市
- 佐藤利一
- 澤田京介：石狩市
- 杉谷満：函館市（旧南茅部町）
- 杉谷実：函館市（旧南茅部町）
- 内藤大助：豊浦町
- 中島健：芽室町
- 沼田義明：日高町
- 畠山昌人：北見市
- プロスパー松浦：旭川市
- 松倉義明：伊達市
- 松橋拓二：芦別市
- 山口圭司：函館市
- 輪島功一：士別市（旧樺太生まれ）

#### 女子プロボクシング
- 秋田屋まさえ：芦別市
- 若狭与志枝：稚内市

#### アマチュアボクシング
- 鈴木康弘（ロンドンオリンピック日本代表）：札幌市

### キックボクシング
- 上野奏貴 : 恵庭市
- 上野空大 : 恵庭市
- 撫子 : 札幌市

### アマチュアレスリング
- 浅井正（メルボルンオリンピックフリースタイルフライ級4位、ローマオリンピックレスリングフリースタイルバンタム級4位）：増毛町
- 池田三男（メルボルンオリンピックフリースタイル73kg級金メダル）：増毛町
- 桂本和夫（メルボルンオリンピックフリースタイルミドル級5位、1954年世界選手権フリースタイルミドル級3位）：増毛町
- 北村光治（ローマオリンピックグレコローマンライト級5位）：増毛町
- 佐藤多美治（ローマオリンピックフリースタイルフェザー級4位）：増毛町
- 吉田義勝（東京オリンピックフリースタイルフライ級金メダル）：旭川市
- 渡辺長武（東京オリンピックフリースタイルフェザー級金メダル）：和寒町
- 中田茂男（メキシコシティーオリンピックフリースタイルフライ級金メダル）：旭川市
- 加藤喜代美（ミュンヘンオリンピックフリースタイル52kg級金メダル）：旭川市
- 鎌田誠（ミュンヘンオリンピック代表）：岩見沢市
- 田南部力（アテネオリンピックフリースタイル55kg級銅メダル）：岩内町

### プロレスラー
- 飯塚高史：室蘭市
- タイチ：石狩市
- 大野勇樹：函館市
- 大森ゆかり：札幌市
- 帯広さやか
- 葛西純：帯広市
- 河原成幸
- 上林愛貴：札幌市
- 北上知恵美（未来）：小樽市
- グレート小鹿：函館市
- 黒田哲広：函館市
- ケンドーナガサキ：網走市
- 河野真幸：登別市
- 小仲＝ペールワン：陸別町
- 佐野巧真：苫小牧市
- 樋口和貞：紋別市
- サムソン・クツワダ：江別市
- テキーラ沙弥：函館市
- ジェイク・リー：北見市
- 長井満也：砂川市
- 三和太：苫小牧市
- 中川ともか：旭川市
- 永友香奈子：函館市
- B×Bハルク：札幌市
- ブルート一生：岩見沢市
- 星ハム子：岩見沢市
- 武藤裕代：帯広市
- 山縣優：苫小牧市
- 山川竜司：弟子屈町
- 唯我：浜頓別町
- 横井宏考：岩見沢市
- 加藤拓歩：札幌市
- ラッシャー木村：中川町
- ロッキー羽田：厚岸町
- 若松市政（KY将軍ワカマツ）：函館市
- 渡辺えりか：北見市
- 夕張源太：長沼町
- 七星：根室市

### 総合格闘家
- 小池秀信：釧路市
- 佐々木有生：釧路市
- 高橋洋子：小樽市
- 藪下めぐみ：旭川市
- 中井祐樹：浜益村
- 新居すぐる：余市郡余市町
- 西川大和：札幌市
- 宮下トモヤ：苫小牧市
- 山本空良：札幌市
- 渡邉史佳

### 陸上
- 伊藤佳奈恵
- 右代啓祐：江別市
- 太田崇：白老町
- 小野真澄：北斗市
- 金子宣隆：小樽市
- 北風沙織：釧路市
- 北口榛花：旭川市
- 久保倉里美：旭川市
- 小池祐貴：小樽市
- 佐藤真有：帯広市
- 清水美穂：足寄町
- 城山正太郎：函館市
- 小椋裕介：士別市
- 高橋優太：美幌町
- 髙平慎士（北京オリンピック男子400mリレー銅メダル）：旭川市
- 竹田小百合：函館市
- 堤雄司：別海町
- 寺田明日香：札幌市
- 中村宏之：富良野市
- 南部忠平：（ロサンゼルスオリンピック男子三段跳金メダル）：旧札幌区（現札幌市）
- 福島千里：幕別町
- 御家瀬緑：札幌市北区
- 吉野トヨ子：網走市

### 水泳

#### 競泳
- 佐藤久佳：苫小牧市
- 田中雅美（シドニーオリンピック女子4×100mメドレーリレー銅メダル、現スポーツキャスター）：遠軽町
- 種田恵：札幌市
- 根上博：余市町出身。ベルリンオリンピック400m自由形第5位。世界記録樹立者。

#### フリーダイビング
- 高木唯

### 体操
- 坂本功貴（北京オリンピック日本代表）：札幌市

### 新体操
- 山本里佳（AGU新体操技術副委員長）

### 野球
- 太字は通算50勝以上（投手）、通算500安打以上（打者）、タイトル獲得経験、オールスター出場経験、野球日本代表選出経験の何れかを満たしている選手
- ☆印は北海道日本ハムファイターズ（前身球団含む）の関連人物

#### 現役プロ野球選手

##### 支配下選手
- 石田充冴 : 旭川市
- 伊藤大海☆：鹿部町
- 茨木秀俊 : 札幌市
- 今川優馬☆：札幌市
- 片山楽生：音更町
- 川越誠司：札幌市
- 河村説人：むかわ町
- 川村友斗：松前町
- 菊地吏玖 : 苫小牧市
- 木村大成：北広島市
- 齋藤綱記：札幌市
- 斉藤優汰 : 岩見沢市
- 坂本拓己 : 奥尻町
- 佐藤龍世：厚岸町
- 杉浦稔大☆：帯広市
- 鈴木大和：北広島市
- 髙島泰都：赤平市
- 滝田一希：黒松内町
- 玉井大翔☆：佐呂間町
- 根本悠楓☆：白老町
- 福田俊☆：札幌市
- 伏見寅威☆：千歳市
- 持丸泰輝：旭川市
- 門別啓人 : 日高町
- 山本大貴：札幌市
- 若林楽人：白老町
- 若松尚輝：札幌市

##### 育成選手ほか
- 茨木佑太 : 札幌市
- 大津綾也：せたな町
- 川下将勲：函館市
- 小林珠維：帯広市
- 佐藤爽：北広島市
- 澁谷純希☆：帯広市
- 竹内龍臣：札幌市
- 田中楓基：旭川市
- 千葉隆広：鷹栖町
- 沼田翔平：旭川市
- 早川太貴：江別市
- 本前郁也：札幌市

#### 元プロ野球選手
独立リーグ・アマチュア野球等で、現役を継続している者も含む
- 青山浩二：函館市
- 青山裕治
- 明石健志：旭川市
- 浅田肇
- 浅沼寿紀☆：旭川市
- 阿部剣友：北斗市
- 有倉雅史☆：鷹栖町
- 有沢賢持：新冠町
- 五十嵐亮太：留萌市
- 池田剛基☆：札幌市
- 石井宏：帯広市
- 石川晃☆：室蘭市
- 石川賢：函館市
- 石田威仁：旭川市
- 伊林厚志：旭川市
- 上村和裕：滝川市
- 宇佐美康広：歌登町
- 遠田誠治：増毛町
- 大村巌☆：稚内市
- 大累進☆：札幌市
- 尾形佳紀：札幌市
- 荻野一雄：西興部村
- 鍵谷陽平☆：七飯町
- 笠井崇正：旭川市
- 笠原正行：函館市
- 片岡奨人☆：八雲町
- 桂本和夫：増毛町
- 加藤謙如：苫小牧市
- 加藤英美：室蘭市
- 黒田能弘：北見市
- 黒滝将人：小平町
- 齊藤誠人：札幌市
- 佐竹学：札幌市
- 佐藤昭夫：八雲町
- 佐藤公博：函館市
- 佐藤兼伊知：札幌市
- 佐藤峻一：置戸町
- 佐藤真一：札幌市
- 佐藤進：札幌市（旧豊平町）
- 佐藤博正
- 佐藤平七：函館市
- 佐藤誠：千歳市
- 佐藤義則☆：奥尻町
- 澤田剛：上磯町
- 柴田誠也：苫小牧市
- 白崎浩之：岩見沢市
- 神保貴宏：苫小牧市
- 杉山俊介：旭川市
- 鈴木貴志：旭川市
- 鈴木貴久：旭川市
- ヴィクトル・スタルヒン：旭川市
- 砂田毅樹：札幌市
- 瀬川隼郎☆：札幌市
- 関吉雅人：妹背牛町
- 高沢秀昭：門別町（現日高町）
- 高梨利洋：白老町
- 高橋慶彦：芦別市生まれ
- 竹口幸紀
- 武隈祥太：東神楽町
- 田沢由哉：旭川市
- 田代将太郎：石狩市
- 谷木恭平
- 田原藤太郎
- 田原基稔
- 茅野智行
- 寺田龍平：恵庭市
- 当銀秀崇：三笠市
- 戸川大輔：日高町
- 仲川翠：小樽市
- 永沢富士雄：函館市
- 西島貴之：砂川市
- 西本和人：鹿追町
- 西村優希：遠軽町
- 沼澤康一郎：函館市
- 橋本力：函館市
- 日笠雅人：名寄市
- 樋越優一：網走市
- 平山英雄：釧路市
- 古谷拓哉：北見市
- 古谷優人：幕別町
- 星野伸之：旭川市
- 干場一夫：旭川市
- 堀田一郎：広尾町
- 本間哲郎：旭川市
- 本間満：留萌市
- 牧谷宇佐美☆：旭川市
- 又野知弥：函館市
- 松井光介：札幌市
- 眞下貴之：室蘭市
- 松谷栄司☆
- 水野滉也：札幌市
- 三井浩二：足寄町
- 武藤好貴：札幌市
- 村井英司☆：札幌市
- 森徹：函館市（旧満州生まれ）
- 盛田幸妃：鹿部町
- 柳沼強
- 山下斐紹：札幌市
- 横山忠夫：網走市
- 吉井晃：士別市
- 吉井英昭：えりも町
- 吉田雄人：森町
- 吉村将生：白老町
- 米野智人☆：札幌市
- 乱橋幸仁：根室市
- 若松勉：留萌市
- 鷲谷修也：登別市
- 渡部龍一☆：白老町
- 渡邉孝男☆：美唄市
- 渡部高史

#### アマチュア野球
- 相田暢一：小樽市、早稲田大学選手、マネージャー、監督、野球殿堂入り
- 大友潤：札幌市（上川町生まれ）
- 加藤徹：室蘭市、室蘭シャークス初代監督
- 河上敬也：小樽市、元北照高等学校監督、美唄ブラックダイヤモンズ初代監督
- 志村亜貴子：広尾町、女子野球日本代表
- 西嶋亮太：帯広市、第96回全国高等学校野球選手権大会出場
- 渡部勝美：バルセロナ五輪銅メダリスト

#### 女子プロ野球
- 岩谷美里：滝川市
- 小原美南：登別市
- 亀田織音：釧路市

### サッカー
太字はサッカー日本代表経験者。☆印は北海道コンサドーレ札幌の関連人物

#### 日本サッカー殿堂入り
- 小野卓爾：白老町
- 新田純興：函館市

#### 旧日本リーグ（JSL）チーム所属経験者
- 飯田正吾
- 川本治：釧路市生まれ ※元古河電気工業サッカー部監督
- 岸奥裕二：室蘭市
- 清川浩行
- 渋谷洋樹：室蘭市
- 須藤茂光：三笠市
- 野村貢：室蘭市
- 藤本貢壽
- 宮部和弘
- 三浦雅之☆：室蘭市

#### J1所属経験者
- 阿部哲也☆：室蘭市
- 阿部陽輔：旭川市
- 新居辰基☆：当別町
- 荒野拓馬☆：札幌市
- 阿波加俊太☆：岩見沢市
- 井川空☆：音更町
- 池内友彦☆：当別町
- 池髙暢希：泊村
- 石井謙伍☆：石狩市
- 伊東俊
- 伊藤哲也：札幌市
- 井幡博康：札幌市
- 上野秀章☆：室蘭市
- 大西昌之
- 小山内貴哉☆：札幌市
- 賀谷英司☆：室蘭市
- 川口卓哉☆：札幌市
- 北出勉：旭川市
- 北野貴之：札幌市
- 京谷和幸：室蘭市
- 清原翔平：帯広市
- 草野侑己：音更町
- 櫛引一紀☆：登別市
- 葛野昌宏：札幌市
- 小林宏之：札幌市
- 財前恵一☆：室蘭市
- 財前宣之：室蘭市
- 齋藤竜：室蘭市
- 佐賀一平☆：札幌市
- 榊翔太☆：清水町
- 佐藤尽☆：室蘭市
- 下村東美：札幌市
- 城彰二：室蘭市
- 進藤亮佑☆：札幌市
- 菅大輝☆：小樽市
- 菅原智：室蘭市
- 鈴木健太郎：士別市
- 鈴木智樹☆：岩見沢市
- 曽田雄志☆：札幌市
- 高嶺朋樹☆
- 田中康平：池田町
- 千葉和彦：釧路町
- 千葉貴仁☆：紋別市
- 佃賢典
- 遠国信也☆：千歳市
- 中原彰吾☆：札幌市
- 中村桐耶☆：むかわ町
- 那須川将大：登別市
- 奈良竜樹☆：北見市
- 西大伍☆：札幌市
- 西野奨太☆
- 野田知：室蘭市
- 萩野英明
- 曵地裕哉☆：札幌市
- 深井一希☆：札幌市
- 深川友貴☆：室蘭市
- 藤田征也☆：札幌市
- 藤村怜☆：栗山町
- 古田寛幸☆：札幌市
- 堀米悠斗☆：札幌市
- 前貴之☆：札幌市
- 前寛之☆：札幌市
- 松木玖生
- 松原修平☆：函館市
- 松本怜：室蘭市
- 松山大地☆：札幌市
- 三上陽輔☆：札幌市
- 三澤純一：七飯町
- 宮澤裕樹☆：伊達市
- 村上悠緋：函館市
- 矢野哲也
- 山瀬功治☆：札幌市
- 山瀬幸宏：札幌市
- 山橋貴史☆：札幌市
- 横野純貴☆：北広島市

#### J2・旧JFLクラブ所属経験者
- 赤井秀一：岩見沢市
- 浅野裕史
- 石田祐樹
- 市村篤司☆：恵庭市
- 伊藤壇：札幌市
- 上原拓郎☆
- 内田錬平☆：旭川市
- 内山裕貴☆：札幌市
- 蛯沢匠吾☆：札幌市
- 河端和哉☆：苫小牧市
- 神田夢実☆
- 工藤光輝☆：厚真町
- 椎名伸志：室蘭市
- 菅原康太：室蘭市
- 高田健太郎：上磯町（現北斗市）
- 田島翔：上磯町（現北斗市）
- 永坂勇人☆
- 原田圭輔
- 三浦修
- 山田満夫

#### JFL・J3クラブ所属経験者
- 井筒和之
- 上田陵弥：石狩市
- 上野拓也
- 江幡俊介
- 遠藤元一
- 込山和樹：苫小牧市
- 近藤祐輔
- 高瀬証：北見市
- 伝庄優☆
- 山下泰明

#### 海外リーグ所属経験者
- 今井祐介
- 亀倉龍希（元ポルトガル一部・ポルティモネンセ）：札幌市
- 田宮勇次：石狩市
- 中川雄貴☆：新十津川町

#### サッカー指導者
※上記に名前が挙がっている者を除く
- 大澤英雄（国士舘大学学長）
- 大塚慶輔：夕張市
- 大塚俊介☆：北広島市
- 北原次郎☆：札幌市
- 甲本偉嗣：釧路市
- 竹内清弥
- 竹原靖和：石狩市
- 藤田聖吾
- 武藤崇志
- 湯浅健二（ジャーナリスト）：美唄市

#### サッカー審判員
- 大岩真由美：室蘭市
- 手代木直美：清水町
- 鍋島將起：紋別市

#### 女子サッカー
- 神成美紀：札幌市
- 北本綾子：札幌市
- 熊谷紗希：札幌市
- 小森有華：室蘭市
- 白木星：札幌市
- 高瀬愛実：北見市
- 中野真奈美：上磯町（現北斗市）
- 西川明花：札幌市
- 波佐谷灯子：厚岸町
- 三宅史織：札幌市

### フットサル
- 高橋健介：旭川市
- 三浦拓 ：函館市
- 後村祐樹 ：北見市

### ラグビー
- 荒木達也：小樽市
- イーリニコラス：札幌市
- 池崎大輔（パラリンピック車いすラグビー日本代表）：函館市
- 遠藤幸佑（日本代表選手）：中標津町
- 大西樹
- 大東毅
- 大和田立
- 笠原恒彦（元日本代表選手）
- 笠原雄太：函館市
- 久保知大
- 桑井亜乃（7人制女子日本代表選手）：幕別町
- 小山大輝
- 斎藤春樹
- 斎藤寮（元日本代表選手、元日本代表監督）
- 佐藤善仁
- シンクル寛造
- 菅原崇聖：倶知安町
- 大門隼人
- 寺西博（元日本代表選手、元明治大学監督）
- 中川和真：函館市
- 萩澤正太
- 長谷川真人
- 日向寺亜依
- 舟橋諒将
- 松田圭祐
- 南篤志：苫小牧市
- 宮井国夫（元日本代表選手）：置戸町
- 山田龍之介
- 山根有人
- 和田透（元日本代表選手）
- 渡邉隆之（日本代表選手）：小樽市

### アメリカンフットボール
- 椙田圭輔：標津町

### バスケットボール

#### 男子バスケットボール
☆印はレバンガ北海道（前身球団含む）の関連人物
- 阿部佑宇：八雲町
- 石川武：室蘭市
- 石橋貴俊：浜益村
- 伊藤拓郎☆：北広島市
- 内田旦人☆：札幌市
- 内海慎吾：北広島市
- 大塚裕土：名寄市
- 大渕幹大
- 柏木真介：帯広市
- 菊地広人☆：北見市
- 小松秀平
- 斉藤恵一
- 佐藤卓磨：札幌市
- 島谷怜☆：釧路市
- 城宝匡史：江別市
- 菅原洋介☆：江別市
- 鈴木豊：芽室町
- 須田侑太郎：札幌市
- 関野剛平☆：湧別町
- 高野慶治：恵庭市
- 高橋耕陽☆：旭川市
- 高原純平
- 宅見雅幸
- 多嶋朝飛☆：帯広市
- 田原隆徳☆：恵庭市
- 玉木祥護☆：札幌市
- 東頭俊典
- 遠山向人：旭川市
- 内藤耀悠☆：札幌市
- 西川貴之☆：札幌市
- 野口大介☆：七飯町
- 林翔太郎：深川市
- 細野真
- 宮永雄太☆：札幌市
- 山根謙二

#### 女子バスケットボール
- 阿部真弓
- 市川かおり
- 内海亮子
- 大鷹さおり
- 栗林未和
- 佐藤ひとみ
- 鈴木あゆみ
- 高田汐織：旭川市
- 東藤なな子（2020年オリンピック銀メダル）
- 長岡萌映子（2020年オリンピック銀メダル）：浦河町
- 奈良岡幾子
- 中村華祈
- 畑千晶：札幌市
- 畑有希：札幌市
- 福士佳恵
- 船引かおり
- 船引まゆみ
- 真壁あやの：小樽市
- 町田瑠唯（2020年オリンピック銀メダル）：旭川市
- 松尾香奈
- 本川紗奈生：釧路市
- 矢農友里恵

### バレーボール
- 奥山優奈：名寄市
- 加藤理絵：深川市
- 金子志保：室蘭市
- 橘井友香：恵庭市
- 佐々木みき：室蘭市
- 庄司夕起：赤平市
- 鈴木晶子：函館市
- 田城貴之：岩見沢市
- 成田郁久美：旭川市
- 成田貴志：登別市
- 廣瀬七海：沼田町
- 古田史郎：函館市
- 松川一代：芦別市
- 松田紀子（モントリオールオリンピック金メダル）：釧路市
- 都沢凡夫：留萌市
- 森田淳悟（メキシコシティーオリンピック銀、ミュンヘンオリンピック金メダル）：北見市
- 山田修司：札幌市
- 山本智大：江別市
- 吉野美津子：旭川市
- 吉原知子：妹背牛町
- 若生美喜子

### ゴルフ
- 大塚有理子：札幌市
- 大場美智恵：帯広市
- 片岡尚之：江別市
- 菊地絵理香：苫小牧市
- 小祝さくら：北広島市
- 高橋勝成：旭川市
- 谷福美：恵庭市
- 田村亜矢
- 藤田光里：札幌市
- 政田夢乃：札幌市
- 吉川なよ子：釧路市

### バドミントン
- 佐々木翔：上磯町（現北斗市）
- 永原和可那：芽室町
- 中山智香子：旭川市
- 松本麻佑：札幌市厚別区
- 東野有紗：岩見沢市

### 卓球
- 梅村礼：苫小牧市
- 丹羽孝希（2020年東京オリンピック銅メダル）：苫小牧市

### フェンシング
- 尾﨑世梨（2024年パリオリンピック女子サーブル団体銅メダル）：札幌市

### スキー

#### クロスカントリースキー
- 坪川武光（レークプラシッドオリンピック代表）：小樽市
- 関戸力（レークプラシッド・ガルミッシュ＝パルテンキルヒェンオリンピック（1936年）代表）：小樽市
- 栗谷川平五郎（レークプラシッドオリンピック代表）：名寄市
- 但野寛（ガルミッシュ＝パルテンキルヒェンオリンピック代表）：旭川市
- 石田正子（トリノ・バンクーバー・ソチ・ピョンチャンオリンピック代表、バンクーバーオリンピック30kmクラシカル5位）：美幌町
- 夏見円（ソルトレイク・トリノ・バンクーバーオリンピック代表、トリノオリンピックチームスプリント8位、2008年ワールドカップストックホルム大会：スプリント・クラシカル3位）：網走市
- 吉田圭伸（ピョンチャンオリンピック代表）：音威子府村
- 荒井秀樹（日本パラリンピックスキーチーム監督、日立システムスキー部監督）：旭川市
- 長田弘幸（障害者ノルディックスキー選手）：栗山町
- 安彦諭（長野パラリンピック銀メダリスト）：美瑛町
- 久保恒造（障害者ノルディックスキー選手）：美幌町

#### スキージャンプ

##### 男子
- 伴素彦（サンモリッツオリンピック代表、元日本製粉社長、元全日本スキー連盟会長）：小樽市
- 関口勇（レークプラシッド（1932年）・ガルミッシュ＝パルテンキルヒェンオリンピック（1936年）代表）：小樽市
- 安達五郎（レークプラシッドオリンピック8位）：赤井川村
- 伊黒正次（ガルミッシュ＝パルテンキルヒェンオリンピック7位）：小樽市
- 龍田峻次（ガルミッシュ＝パルテンキルヒェンオリンピック代表）：小樽市
- 宮嶋巌（ガルミッシュ＝パルテンキルヒェンオリンピック代表）：小樽市
- 吉沢広司（オスロ（1952年）・コルティナダンペッツォオリンピック（1956年）代表）：小樽市
- 渡部龍雄（オスロオリンピック代表）：小樽市
- 川島弘三（オスロオリンピック代表）：小樽市
- 藤沢良一（オスロオリンピック代表） ：小樽市
- 佐藤耕一（コルティナダンペッツォ・スコーバレーオリンピック（1960年）代表）：小樽市
- 菊地定夫（スコーバレー・インスブルックオリンピック代表）：小樽市
- 松井孝（スコーバレーオリンピック代表）：小樽市
- 藤沢隆（インスブルック・グルノーブルオリンピック（1968年）代表）：余市町
- 笠谷幸生（札幌オリンピック70M級金メダル）：仁木町
- 金野昭次（札幌オリンピック70M級銀メダル）：札幌市
- 青地清二（札幌オリンピック70M級銅メダル）：小樽市
- 八木弘和（レークプラシッドオリンピック70M級銀メダル）：小樽市
- 川端隆普美（レークプラシッドオリンピック代表）：小樽市
- 中津信雄（元日本代表）：小樽市
- 渡瀬弥太郎（元日本代表、現日本女子ジャンプ代表チーフコーチ）：留萌市
- 長岡勝（サラエボ・カルガリーオリンピック代表）：小樽市
- 竹内元康（元日本代表）：小樽市
- 竹内卓哉（元日本代表）：小樽市
- 佐藤晃（カルガリーオリンピック代表）：京極町
- 川崎清司（元日本代表）：小樽市
- 須田健仁（アルベールビル・リレハンメルオリンピック出場）：小樽市
- 葛西紀明（アルベールビル〜ピョンチャンオリンピック8回連続出場、リレハンメルオリンピック団体銀メダル、ソチオリンピックラージヒル銀、団体銅メダル）：下川町
- 岡部孝信（長野オリンピック団体金、リレハンメルオリンピック団体銀メダル）：下川町
- 原田雅彦（長野オリンピック団体金、個人銅、リレハンメルオリンピック団体銀メダル）：上川町
- 船木和喜（長野オリンピック団体金、個人金、銀メダル）：余市町
- 斉藤浩哉（長野オリンピック団体金メダル）：余市町
- 吉岡和也（長野オリンピック代表）：小樽市
- 東輝（元日本代表、2003年ノルディックスキー世界選手権団体銀メダル）：仁木町
- 野呂田義一（元日本代表）：小樽市
- 宮平秀治（ソルトレークシティオリンピック代表、ノルディックスキー世界選手権1999年個人ノーマルヒル銀・団体銀、2003年個人ラージヒル銅・団体銀メダル）：小樽市
- 西森享平（元日本代表）：小樽市
- 伊東大貴（トリノ・バンクーバー・ソチ・ピョンチャンオリンピック代表、ノルディックスキー世界選手権2007年団体銅、2009年団体銅、2013年混合団体金メダル、ソチオリンピック団体銅メダル）：下川町
- 伊藤謙司郎（トリノオリンピック代表）：下川町
- 栃本翔平（バンクーバーオリンピック代表）：札幌市
- 渡瀬雄太（ソチオリンピック代表）：札幌市
- 田中翔大（元日本代表）：小樽市

##### 女子
- 伊藤有希（ソチ・ピョンチャンオリンピック代表、ノルディックスキー世界選手権2013年混合団体金メダル）：下川町
- 勢藤優花（ピョンチャンオリンピック代表）：上川町
- 高梨沙羅（ソチ・ピョンチャンオリンピック代表、ノルディックスキー世界選手権2013年個人ノーマルヒル銀・混合団体金メダル、ワールドカップ総合優勝4回、ピョンチャンオリンピック個人ノーマルヒル銅）：上川町

#### ノルディック複合
- 板垣宏志（グルノーブル・札幌・インスブルックオリンピック出場）：小樽市
- 阿部雅司（ジャンプ日本代表選手、リレハンメルオリンピック団体金メダル）：小平町
- 加藤大平（バンクーバー・ソチオリンピック）：和寒町

#### アルペンスキー
- 水上久（オスロオリンピック代表）：小樽市
- 見谷昌禧（スコーバレーオリンピック代表）：小樽市
- 岡部哲也（カルガリー・アルベールビル・リレハンメルオリンピック代表、1988年FISワールドカップオップダール大会2位）：小樽市
- 川端絵美（カルガリー・アルベールビル・リレハンメルオリンピック代表）：札幌市
- 佐々木明（トリノ・バンクーバーオリンピック代表）：北斗市
- 湯浅直樹（トリノ・ソチ・ピョンチャンオリンピック代表）：琴似
- 石井智也（ピョンチャンオリンピック代表）：歌志内市
- 安藤麻（ピョンチャンオリンピック代表）：旭川市
- 成田秀将：恵庭市

#### フリースタイルスキー
- 里谷多英（モーグル日本代表選手、長野オリンピック金、ソルトレイクシティオリンピック銅メダル）：札幌市

### スノーボード
- 國母和宏：石狩市
- 竹内智香（ソルトレイクシティ・トリノ・バンクーバー・ソチオリンピック代表、ソチオリンピックパラレル大回転銀メダル）：旭川市
- 中井孝治：倶知安町
- 松井克師：今金町

### スピードスケート

#### 男子
- 中村礼吉（ガルミッシュ＝パルテンキルヒェンオリンピック代表）：苫小牧市
- 青木正則（オスロオリンピック代表）：苫小牧市
- 菅原和彦（オスロオリンピック代表）：苫小牧市
- 堀吉孝（コルティナダンペッツォ・スコーバレーオリンピック代表）：苫小牧市（樺太生まれ）
- 溝尾武夫（スコーバレーオリンピック代表）：苫小牧市
- 鈴木恵一（インスブルック・グルノーブル・札幌オリンピック代表、インスブルックオリンピック500m5位、1970年世界スプリントスピードスケート選手権大会総合銀メダル、日本スケート連盟理事）：苫小牧市（樺太生まれ）
- 河野義博（インスブルックオリンピック代表）：本別町
- 大塚博文（グルノーブルオリンピック代表）：旭川市
- 鈴木正樹（グルノーブル・札幌・インスブルックオリンピック代表、札幌オリンピック500m8位）：苫小牧市
- 肥田隆行（グルノーブル・札幌オリンピック代表）：帯広市
- 前田睦彦（グルノーブル・札幌オリンピック代表）：池田町
- 平手則男（札幌・インスブルックオリンピック代表）：本別町
- 大山三喜雄（インスブルックオリンピック代表）：帯広市
- 川原正行（インスブルック・レークプラシッドオリンピック代表）：本別町
- 山本雅彦（インスブルック・レークプラシッドオリンピック代表）：釧路市
- 北沢欣浩（サラエボオリンピック銀メダル）：釧路市
- 鈴木靖（サラエボオリンピック代表）：むかわ町
- 浜谷公宏（サラエボ・カルガリーオリンピック代表）：根室市
- 青柳徹（カルガリー・アルベールビル・リレハンメル・長野オリンピック代表、カルガリーオリンピック1500m5位）：釧路市
- 三谷幸宏（カルガリーオリンピック代表）
- 糸川敏彦（アルベールビルオリンピック代表）：清里町
- 白幡圭史（アルベールビル・長野・ソルトレイクオリンピック代表、ソルトレイクシティオリンピック1000m4位）：釧路市
- 清水宏保（リレハンメル・長野・ソルトレイクシティ・トリノオリンピック代表、長野オリンピック500m金・1000m銅、ソルトレイクオリンピック銀メダル）：帯広市
- 堀井学（リレハンメル・長野・ソルトレイクシティオリンピック代表、リレハンメルオリンピック500m銅メダル、元北海道議会議員、衆議院議員）：室蘭市
- 野崎貴裕（長野オリンピック代表）：本別町
- 武田豊樹（ソルトレイクシティオリンピック代表）：斜里町
- 平子裕基（ソルトレイクシティオリンピック代表）：音更町
- 及川佑（トリノ・バンクーバー・ソチオリンピック代表、トリノオリンピック500m4位）：池田町
- 杉森輝大（トリノ・バンクーバーオリンピック代表）：大樹町
- 長島圭一郎（トリノ・バンクーバー・ソチオリンピック代表、バンクーバーオリンピック500m銀メダル）：池田町
- 太田明生（バンクーバーオリンピック代表）：網走市
- 小原唯志（バンクーバーオリンピック代表）：音更町
- 土井槙悟（バンクーバーオリンピック代表）：芽室町
- 羽賀亮平（バンクーバーオリンピック代表）：帯広市
- ウイリアムソン師円（ソチ・ピョンチャンオリンピック代表）：浦河町
- 一戸誠太郎（ピョンチャンオリンピック代表）：美幌町
- 長谷川翼（ピョンチャンオリンピック代表）:中標津町
- 森重航（北京オリンピック代表、北京オリンピック500m銅メダル）：別海町
- 小田卓朗（ピョンチャン・北京オリンピック代表）：浦河町

#### 女子
- 武田美佐江（グルノーブルオリンピック代表）：幕別町
- 田口恵美子（札幌オリンピック代表）：豊頃町
- 関ナツエ（カルガリーオリンピック代表、ソウルオリンピック自転車ロードレース代表）：むかわ町
- 橋本聖子（カルガリー・アルベールビルオリンピック代表、アルベールビルオリンピック1500m銅メダル、参議院議員、日本スケート連盟会長）：安平町
- 島崎京子（アルベールビル・リレハンメル・長野オリンピック代表、長野オリンピック500m5位）：音更町
- 深澤洋子（アルベールビルオリンピック代表）:本別町
- 岡崎朋美（リレハンメル・長野・ソルトレイクシティ・トリノ・バンクーバーオリンピック代表、長野オリンピック500m銅メダル）：清里町
- 楠瀬志保（リレハンメルオリンピック代表）：別海町
- 田畑真紀（リレハンメル・ソルトレイクシティ・トリノ・バンクーバー・ソチオリンピック代表、バンクーバーオリンピック女子チームパシュート銀メダル）：むかわ町
- 山本宏美（リレハンメルオリンピック女子5000m銅メダル）：白老町
- 三宮恵利子（長野・ソルトレイクシティオリンピック代表）：釧路市
- 野崎千春（長野オリンピック代表）：本別町
- 大菅小百合（ソルトレイクシティ・トリノオリンピック代表、トリノオリンピック500m8位）：標津町
- 渡邊ゆかり（ソルトレイクシティ・トリノオリンピック代表）：稚内市
- 石野枝里子（トリノオリンピック女子チームパシュート4位）：帯広市
- 大津広美（トリノオリンピック女子チームパシュート4位）：更別村
- 石澤志穂（バンクーバー・ソチオリンピック代表）：中札内村
- 髙木美帆（バンクーバー・ピョンチャンオリンピック代表、ピョンチャンオリンピック1500m銀メダル・1000m銅メダル・チームパシュート金メダル）：幕別町
- 穂積雅子（バンクーバー・ソチオリンピック代表、バンクーバーオリンピック女子チームパシュート銀メダル、3000m6位）：千歳市
- 高山梨沙（2008年ISUワールドカップ日本代表）美幌町
- 押切美沙紀（ソチ・ピョンチャンオリンピック代表）：中札内村
- 髙木菜那（ソチ・ピョンチャンオリンピック代表、マススタート金メダル・チームパシュート金メダル）：幕別町
- 郷亜里砂（ピョンチャンオリンピック代表、500m8位）：別海町
- 佐藤綾乃（ピョンチャンオリンピック代表、チームパシュート金メダル）：厚岸町

### フィギュアスケート
- 伊東秀仁（日本スケート連盟フィギュアスケート委員長）：網走市
- 柴田嶺（2002/2003年全日本Jr.選手権男子シングル優勝）：釧路市
- 中村優：釧路市

### アイスホッケー

#### 男子
- 引木孝夫（元王子製紙所属、王子製紙監督、グルノーブル・札幌オリンピック、世界選手権代表）：釧路市
- 垣原功（元・岩倉組→西武鉄道所属、西武ホワイトベアーズ監督、札幌オリンピック代表）：苫小牧市
- 本間貞樹（元王子製紙所属、インスブルック・レークプラシッドオリンピック、世界選手権代表）：釧路市
- 岩本裕司（元雪印乳業所属、現日光アイスバックス監督、世界選手権代表）：苫小牧市
- 鈴木宣夫（元王子製紙所属、世界選手権代表）：釧路市
- 間野直樹（元雪印乳業所属、世界選手権代表）：苫小牧市
- 杉沢明人（元王子製紙所属、長野オリンピック、世界選手権代表）：苫小牧市
- 岩崎伸一（元国土計画所属、コクド監督、長野オリンピック、世界選手権代表）：栗山町
- 桝川浩司（元王子製紙所属、日本代表）：苫小牧市
- 山中武司（元王子製紙所属、現王子イーグルス監督、長野オリンピック、世界選手権代表）：苫小牧市
- 中島谷友二朗（元コクド→日本製紙クレインズ所属、世界選手権代表）：釧路市
- 村上裕幸（元HCクラドノ（チェコ・エクストラリーグ）→古河電工→札幌ポラリス所属、世界選手権代表）：苫小牧市
- 桜井邦彦（元王子製紙所属、長野オリンピック、世界選手権代表）：苫小牧市
- 三浦浩幸（元コクド所属、長野オリンピック、世界選手権代表）：釧路市
- 片山立規（元コクド所属、長野オリンピック、世界選手権代表）：釧路市
- 坂田淳二（元コクド→HCプルゼン（チェコ・エクストラリーグ）所属、世界選手権代表）：帯広市
- 春名真仁（元古河電工→クアッドシティ・マーラーズ→日光アイスバックス→王子イーグルス所属、日本代表）：釧路市
- 荒城啓介（元古河電工所属、現チャイナドラゴン・中国代表監督）：苫小牧市
- 佐藤正和（日本製紙クレインズ→日光アイスバックス→安養ハルラ→チャイナシャークス所属、世界選手権代表）：釧路市
- 酒井隆行（元日本製紙クレインズ所属）：釧路市
- 小原大輔（元日本製紙クレインズ所属、世界選手権代表）：釧路市
- 清川和彦（雪印・札幌ポラリス→日光アイスバックス→王子製紙→日本製紙クレインズ所属）：苫小牧市
- 瀬高哲雄（コクド→安養ハルラ→日光アイスバックス所属、世界選手権代表）：苫小牧市
- 尾野貴之（日光アイスバックス→安養ハルラ→日光アイスバックス所属）：苫小牧市
- 佐藤博史（日本製紙クレインズ、世界選手権代表）：釧路市
- 福藤豊（SEIBUプリンスラビッツ→NHLロサンゼルス・キングス→SEIBUプリンスラビッツ→日光アイスバックス所属、世界選手権代表）：釧路市
- 成澤優太（王子イーグルス所属、世界選手権代表）：釧路市
- 河合卓真（ケープブレトン・スクリーミングイーグルス（ケベック・メジャージュニアホッケーリーグ）→ドゥルモンヴィル・ヴォルティギュール→ガティノー・オリンピック→東北フリーブレイズ、世界選手権代表）：恵庭市
- 久慈修平（王子イーグルス所属、世界選手権代表）：苫小牧市
- 佐々木一正（王子イーグルス所属、世界選手権代表）：苫小牧市

#### 女子
- 小田由香（元岩倉ペリグリン→トヨタシグナス所属、長野オリンピック、女子世界選手権代表）：室蘭市
- 五十嵐充子（元岩倉ペリグリン所属、長野オリンピック代表）：苫小牧市
- 土田亜希（元六花亭ベアーズ所属、長野オリンピック、女子世界選手権代表）：釧路市
- 野中絵美（元岩倉ペリグリン→六花亭ベアーズ・加森観光ベアーズ所属、女子世界選手権代表）：苫小牧市
- 高嶌遥（SEIBUプリンセス ラビッツ→ZSCライオンズ（スイス）所属、女子日本代表）：苫小牧市
- 高橋静香（元Daishin所属、女子世界選手権代表）：釧路市
- 青木香奈枝（元三星ダイトーペリグリン所属、ソチオリンピック代表）：苫小牧市
- 足立友里恵（SEIBUプリンセスラビッツ所属、ソチ・ピョンチャンオリンピック代表）：札幌市
- 大澤ちほ（道路建設ペリグリン所属、ソチ・ピョンチャンオリンピック代表）：苫小牧市
- 久保英恵（SEIBUプリンセスラビッツ所属、ソチ・ピョンチャンオリンピック代表）：苫小牧市
- 坂上智子（元三星ダイトーペリグリン所属、ソチオリンピック代表）：苫小牧市
- 獅子内美帆（釧路ベアーズ→トヨタシグナス所属、ソチ・ピョンチャンオリンピック代表）：釧路市
- 鈴木世奈（SEIBUプリンセスラビッツ所属、ソチ・ピョンチャンオリンピックオリンピック代表）：苫小牧市
- 中奥梓（トヨタシグナス所属、ソチオリンピック代表）：苫小牧市
- 堀珠花（トヨタシグナス所属、ソチ・ピョンチャンオリンピック代表）：苫小牧市
- 小野粧子（フルタイムシステム御影グレッズ所属、ピョンチャンオリンピック代表）：旭川市

### カーリング
- 石崎琴美：帯広市
- 伊藤彩未︰札幌市
- 近江谷好幸：北見市（旧常呂町）
- 近江谷杏菜：北見市（旧常呂町）
- 小笠原歩：北見市（旧常呂町）
- 小野寺佳歩：北見市（旧常呂町）
- 加藤章子：北見市（旧常呂町）
- 小仲美香：北見市（旧常呂町）
- 鈴木夕湖：北見市（旧常呂町）
- 敦賀信人：北見市（旧常呂町）
- 寺田桜子：南富良野町
- 仁平美来︰札幌市
- 藤澤五月：北見市（旧常呂町）
- 船山弓枝：北見市（旧常呂町）
- 目黒萌絵：南富良野町
- 本橋麻里：北見市（旧常呂町）
- 山口剛史：南富良野町
- 吉田知那美：北見市（旧常呂町）
- 吉田夕梨花：北見市（旧常呂町）
- 吉村紗也香：北見市（旧常呂町）

### ボブスレー・リュージュ・スケルトン
- 伊藤徹
- 稲田勝
- 鈴木寛：今金町
- 土井川真二
- 桧野真奈美：帯広市

### 競馬

#### ばんえい競馬騎手
- 金山明彦：旭川市
- 千葉均：京極町
- 藤本匠：札幌市

#### 競馬騎手
- 石崎隆之：美深町
- 石山繁
- 岡潤一郎：様似町
- 桑島孝春
- 田中勝春：新ひだか町
- 丹内祐次
- 塚田祥雄：函館市
- 中村裕司：門別町
- 函館大経（北海道開拓使職員、日本のホースマンの始祖の一人）：様似町
- 藤田伸二：新冠町
- 丸田恭介：旭川市
- 村本善之
- 山田泰誠

#### 競馬調教師
- 相沢郁
- 五十嵐冬樹：深川市
- 稲葉幸夫：新冠町
- 尾形藤吉：伊達市
- 小野留嘉：小樽市
- 小島貞博
- 小島太：小清水町
- 昆貢
- 境勝太郎（現・競馬評論家）
- 鹿戸雄一
- 鹿戸幸治（引退）
- 杉浦宏昭
- 武邦彦：函館市
- 武田文吾：江別市
- 千葉直人
- 堂山芳則
- 畠山重則
- 畑端省吾
- 藤沢和雄：苫小牧市
- 藤野健太
- 藤原辰雄
- 星川薫（引退）
- 増沢末夫：北斗市
- 松田国英
- 的場均：新冠町
- 矢野幸夫（現・馬の整体師）
- 蛯名正義

### 自転車競技
- 大沢鉄男：岩内町（メルボルン、ローマの各オリンピック代表選手）
- 沖美穂：清水町（シドニー、アテネ（2004年）、北京の各オリンピック代表選手）
- 佃咲江：美幌町（北京オリンピック代表選手）
- 藤田征樹：稚内市（北京パラリンピック銀メダリスト）
- 山本幸平：幕別町（北京、ロンドンの各オリンピック代表選手）

#### 競輪
- 飯山泰行：浦幌町
- 板根茜弥：北見市
- 伊藤のぞみ：函館市
- 奥井迪：札幌市
- 小原唯志：音更町（バンクーバーオリンピック・スピードスケート代表選手）
- 菊地圭尚：函館市
- 久保千代志
- 齊藤由紀*：函館市
- 佐藤喜知夫
- 杉本正隆：釧路市
- 杉森輝大：大樹町（トリノオリンピック、バンクーバーオリンピック・スピードスケート代表選手）
- 武田豊樹：斜里町（ソルトレークシティオリンピック・スピードスケート代表選手）
- 俵信之：函館市（1987年世界選手権、プロ・スプリント優勝者）
- 寺井えりか：紋別市
- 成田可菜絵：北斗市（旧上磯町）
- 松井宏佑：清里町
- 三谷幸宏：音更町（カルガリーオリンピック・スピードスケート代表選手）
- 渡邊ゆかり：稚内市（ソルトレイクシティオリンピック、トリノオリンピック・スピードスケート代表選手）

### レーシングドライバー
- 及川浩司
- 大湯都史樹：札幌市
- 菅原義正：小樽市
- 平中克幸：札幌市
- 三上和美：札幌市

### スケートボード
- 開心那（2020年東京オリンピック銀メダリスト）：倶知安町

### 近代五種競技
- 太田捺：根室市

## 芸能人・芸能界関係者

### 歌手

#### 演歌・民謡
- 石上久美子：南富良野町
- 伊藤多喜雄：苫小牧市
- 大石まどか：函館市
- 勝彩也
- 金田たつえ：砂川市
- 佳山明生：函館市
- 北島三郎：知内町
- こまどり姉妹：士別市
- さくらまや：帯広市
- 走裕介：網走市
- 畠山みどり：稚内市
- 細川たかし：真狩村
- 牧村三枝子：美唄市
- 松前ひろ子：知内町
- 松村和子：苫小牧市
- 水田竜子：旭川市
- 三橋美智也：北斗市
- 彩青：岩見沢市

#### 歌謡曲・ポピュラー
- アサヒ（Little Glee Monster）：札幌市
- アユニ・D：（BiSH）：札幌市
- う〜み：函館市
- 大植三奈江：余市町
- 大賀埜々：弟子屈町
- 大橋純子：夕張市
- 緒方龍一（w-inds.）：札幌市
- 岡本敦郎：小樽市
- 岡本菜摘
- 金井夕子：札幌市
- 上木彩矢：札幌市
- 北出菜奈：札幌市
- Candy
- 工藤大輝（Da-iCE）：小樽市
- 倉橋ルイ子：三笠市
- 坂田おさむ：旭川市
- shela：美唄市
- SHIHO
- 城卓矢：樺太出身
- 新谷のり子：函館市
- 竹野留里：室蘭市
- 武山あきよ：旭川市
- 千葉涼平（w-inds.）：札幌市
- 中原理恵：函館市
- 何ン田研二：帯広市
- 西島隆弘（AAA）：札幌市
- 野宮真貴：音別町
- Non：登別市
- 花岡領太（元NORD）
- バーブ佐竹：釧路市
- 浜恵子
- 福原美穂：札幌市
- 藤澤ノリマサ
- 舞
- 松岡昌宏（TOKIO）：札幌市
- 松原操：小樽市
- 水原由貴（元PAMELAH）：函館市
- Mizrock：北見市
- 宮澤篤司：旭川市
- 森山加代子：函館市
- YU-A：札幌市
- 吉田凜音：札幌市
- Riryka

#### アニメソング
- 藍井エイル：札幌市[29]
- 綾野ましろ：洞爺湖町
- 詩月カオリ
- 川田まみ：札幌市
- ClariS
- KOTOKO：札幌市
- nonoc：歌志内市
- MELL
- MOMO：旭川市
- Ray：札幌市
- 和島あみ：倶知安町

#### ゴスペル
- 亀渕友香：由仁町
- 松本優香：旭川市

#### タンゴ
- 冴木杏奈（1984年ミスさっぽろ）：旭川市

### シンガーソングライター
- あがた森魚：留萌市
- 秋山羊子：小樽市
- 阿部芙蓉美：稚内市
- 亜矢
- 石岡雅敬：七飯町
- 五十嵐浩晃：美唄市
- いなむら一志：夕張市
- 及川恒平：釧路市
- 大黒摩季：札幌市
- オーノキヨフミ：北見市
- 片桐麻美：旭川市
- 北炭生：美唄市
- 河野玄太
- 合田道人：釧路市
- 佐香智久：札幌市
- 佐々木好：札幌市
- 佐藤広大
- 椎名恵
- 瀬川あやか：富良野市
- 高石ともや：雨竜町
- 斉藤竜明：伊達市
- 塚田タカヤ：深川市
- 島みやえい子：千歳市
- 中島みゆき：札幌市
- 流：音更町
- 半﨑美子：札幌市
- 一十三十一：札幌市
- Furui Riho：小樽市
- 干場かなえ
- 堀江淳：苫小牧市
- MACO：函館市
- 松山千春：足寄町
- ミトカツユキ：白老町
- ミドリカワ書房：上川町
- みのや雅彦：羽幌町
- 三好鉄生：赤平市
- 森田公一：留萌市
- 山崎あおい：札幌市
- 横山輝一：芦別市
- Rihwa：札幌市

### バンド・グループ・ユニット
- 秋庭豊とアローナイツ：木下は赤平、小笠原が旭川、他が歌志内
- 安全地帯（玉置浩二、矢萩渉、武沢豊、六土開正、田中裕二）：六土のみ稚内市、他は旭川市
- eastern youth：帯広市
- インビシブルマンズデスベッド（解散）（宮野大介を除く）
- e.mu
- OLD
- Galileo Galilei：稚内市
- Kids Alive（活動休止）：芦別市
- GYZE
- GLAY（TERU、TAKURO、JIRO）：函館市
- 月光グリーン
- GO-BANG'S（解散）
- サカナクション（草刈愛美を除くメンバー4人が北海道出身）
- サード・クラス（リーダーのはかまだ卓が北海道出身）
- THE★米騒動
- THA BLUE HERB
- JURIAN BEAT CRISIS
- SPARKS GO GO：倶知安町
- SUPER BELL''Z
- sleepy.ab
- ZONE（MIZUHO、MIYU、MAIKO、TOMOKA、旧メンバーTAKAYO）（解散）：札幌市
- tacica
- テレビ大陸音頭：札幌市
- 怒髪天
- NOISEMAKER
- NORD
- TRIPLANE
- Drop's
- Birthday Suit（佐木伸誘、松崎真人によるユニット）
- BAZRA
- ひのき屋：函館市
- the pillows
- phatmans after school
- FOLKS ：恵庭市
- ふきのとう
- BUGY CRAXONE
- bloodthirsty butchers　：留萌市
- beret（解散）
- 北海道歌旅座
- Whiteberry（解散）：北見市
- VOICE：白老町
- monobright

### ミュージシャン
- 青木秀一（NIGHT HAWKSリーダー）：小樽市
- 浅野祥之：北見市
- 安東ウメ子：帯広市
- 阿部寿世（fripSide、声優）
- 石川鷹彦（ギタリスト、アレンジャー、スタジオ・ミュージシャン）：札幌市
- 石原可奈子：白老町
- 池森秀一（DEENボーカル）：岩内町
- 井上仁志（THE TON-UP MOTORSのギター・コーラス）：幌延町
- 白水（Kagrra,ドラム）：苫小牧市
- 苑（摩天楼オペラボーカリスト）
- 今沢カゲロウ（ベーシスト、作曲家、四国大学特認教授）：江別市
- 岩﨑元是（岩﨑元是&WINDY）
- 上杉周大：札幌市
- 上田ケンジ：札幌市
- m.c.A・T：岩見沢市
- 大森俊治：江別市
- 大山正篤（元ZIGGY、現Kharn）：釧路市
- 掟ポルシェ（ロマンポルシェ。）：留萌市
- 勝井祐二：釧路市
- 加納秀人（外道）：美唄市
- 加茂フミヨシ：函館市
- 北川勝利（ROUND TABLE）：函館市
- 北山真（元新●月）
- クハラカズユキ（元Thee michelle gun elephantドラム）：北見市
- Keishi Tanaka（元riddim saunterボーカル）：大樹町
- ケン・イシイ：札幌市
- ことぶき光（元P-MODELキーボーディスト、現プノンペンモデル）：沼田町
- 小西康陽
- 今剛：釧路市
- 斉藤伸也（元竹内電気ギター）：釧路市
- 佐々木萌（エドガー・サリヴァン）
- 佐藤寛（元riddim saunterギター、現KONCOS）：帯広市
- SALU（ラッパー）
- C.G mix
- じん：利尻島（市町村名不詳）
- SWAY（野替愁平、DOBERMAN INFINITY）：札幌市
- 砂原良徳：札幌市
- DAISHI DANCE
- 佐木伸誘：滝川市
- 高橋諭一：島牧村
- 蔦谷好位置：札幌市
- 外園一馬：小樽市
- 冨田恵一：旭川市
- 斗羅（陰陽座ドラム）：小樽市
- 中村耕一：函館市
- 西村ちさと（TOMATO CUBEボーカル）：留萌市
- 野瀬栄進：小樽市
- ハレダイスケ：札幌市
- PAPA B
- BIG-Z（旧名BIGZAM）（NITRO MICROPHONE UNDERGROUND）
- HIDE（Can/goo）
- HIBIKILLA：江別市
- 平山晃哉（野猿）：洞爺湖町（岩見沢市生まれ）
- 古川太一（元riddim saunterドラム、現KONCOS）：帯広市
- 本間大嗣（ドラム、元FLATBACKER、元LOUDNESS、ANTHEM）
- 松本圭司（元T-SQUARE、現本田雅人with VOICE OC ELEMENTS）
- 町屋（桜村眞）（和楽器バンド、m:a.ture、et nu、Rabbit Square、ギターリスト）
- 三国義貴（キーボーディスト、作曲家、編曲家）
- 三沢またろう：苫小牧市
- Michitomo：帯広市
- 三原善隆
- やおたくや（パスピエ ドラム）：訓子府町
- 山田雅樹：FLATBACKER〜LOUDNESS〜FiRESiGN
- 山中さわお（the pillowsリーダー）：小樽市
- YOUNG DAIS：旭川市
- 結樺健（K.D earth）：苫小牧市
- YUKI（元JUDY AND MARY ボーカル）：函館市
- 吉田美和（DREAMS COME TRUE）：池田町
- 吉田兄弟：登別市
- 芳野藤丸：函館市
- 古村大介（NICO Touches the Walls）：函館市
- RoughSketch：標津町
- Lunakate

### ジャズ・ミュージシャン
- 石若駿：清里町
- 川端民生：遠軽町
- 笹島明夫：函館市
- 寺久保エレナ：札幌市
- 豊岡豊：登別市
- 福居良：平取町
- ナンシー梅木：小樽市
- 水橋孝：夕張市
- 米澤美玖：旭川市

### 作詞家
- 大高ひさを：小樽市
- 小田佳奈子：釧路市
- 時雨音羽：利尻町
- 鳥井実：新ひだか町
- 岩野祐二（作詞家、音楽プロデューサー、演出家）

### 作曲家（ポピュラー・歌謡曲等）
- 川村栄二：小樽市
- 彩木雅夫：帯広市
- 萩原哲晶：岩見沢市
- 畑中正人：浜頓別町
- 万城目正：幕別町
- 安田史生：室蘭市

### 俳優

#### 男優
- 青柳翔
- 青山凌大：苫小牧市
- 浅香新八郎：函館市
- 足立学：岩見沢市
- 飯島寛騎：旭川市
- 生田斗真：室蘭市
- 一條恭輔：苫小牧市
- 稲垣成弥：滝川市
- 稲荷卓央：網走市
- 伊吹吾郎：熊石町（現八雲町）
- 江田由紀浩：中頓別町
- 江良潤：岩見沢市
- 及川ヒロオ：美唄市
- 近江谷太朗：室蘭市
- 大泉洋（TEAM NACS）：江別市
- 大下宗吾：釧路市
- 岡田英二：旭川市
- 奥野瑛太：苫小牧市
- 織田あきら：滝川市
- 音尾琢真（TEAM NACS）：旭川市
- 小野匠：旭川市
- 小野寺昭：帯広市
- 加藤仁志：小樽市
- 金子大地：石狩市
- 菊池均也：倶知安町
- 北川尚弥：新篠津村
- 北川陽一郎：小樽市
- 北原義郎：室蘭市
- 木戸新太郎：函館市
- 木之元亮：釧路市
- 草野伸介：苫小牧市
- 小日向文世：三笠市
- 小山燿：函館市
- 斎藤歩：釧路市
- 齊藤太一：江別市
- 島太星：深川市
- 鈴井貴之：赤平市
- 佐分利信：歌志内市
- 佐山俊二：登別市
- 澤向要進：北見市
- 椎谷建治：釧路市
- 品川徹：旭川市
- 品田誠：旭川市
- 菅原健：旭川市
- 菅原卓磨：苫小牧市
- すまけい：国後島
- 高勢実乗：函館市
- 千秋実：美深町
- 月形龍之介：岩見沢市（宮城県生まれ）
- 手塚とおる
- 戸次重幸（TEAM NACS）：札幌市
- 富岡涼：函館市
- 外山高士：北見市
- 永石匠：恵庭市
- 中谷一郎
- 中山一也：大樹町（釧路市育ち）
- 西沢利明：旭川市（長野県生まれ）
- 西村晃
- 野上正義：白糠町
- 長谷川初範：紋別市
- 畠山典之：小樽市
- 坂東龍汰：洞爺湖町（伊達市育ち[30]、NY生まれ）
- 平間壮一：石狩市
- 福地教光：釧路市
- 舟橋元：帯広市
- 船崎良：釧路市
- 坊屋三郎：夕張市
- 前川佑：函館市生まれ当別町育ち
- 柾木玲弥：当別町
- 益田喜頓：函館市
- 松田陸：滝川市
- 松山照夫：深川市
- 水谷豊：芦別市
- 光岡龍三郎：函館市
- 宮川洋一：釧路市
- 宮部昭夫：函館市
- 室田日出男：小樽市
- 森烈：夕張市
- 森次晃嗣：滝川市
- 森崎博之（TEAM NACSリーダー）：東川町
- 八木将康：苫小牧市
- 安田顕（TEAM NACS）：室蘭市
- 山田吾一：せたな町
- 山本麟一：旭川市
- 吉本裕介：北見市
- 渡部雄作

#### 女優
- 朝加真由美：北斗市
- 阿知波悟美：今金町
- あべなぎさ：帯広市
- 新井舞良：名寄市
- 荒木知佳：滝川市
- 新田ほのか：芦別市
- 池端レイナ：釧路市
- 岩崎加根子：函館市
- 大政絢：滝川市
- 岡田嘉子：小樽市（広島県生まれ）
- 忍足亜希子：千歳市
- 叶和貴子：函館市
- 加山麗子：函館市
- 川合千春：函館市
- 北野日奈子（元乃木坂46）：小樽市
- 木村梨恵子：旭川市
- 久保田紗友
- 古村比呂：江別市
- 坂口良子：余市町
- 坂本澪香：釧路市
- トゥラ・サターナ
- 沢田亜矢子：北見市
- 澤村春子：礼文町
- 宍戸美和公：士別市
- 清水まゆみ：室蘭市
- 潤花：元宙組トップ娘役：旭川市[31]
- 墨田ユキ：函館市
- 曽川留三子：旭川市
- 平淑恵：帯広市
- 高橋恵子：標茶町
- 高峰秀子：函館市
- 竹内えり：小樽市
- 環歌子：函館市
- 豊島由佳梨：羅臼町
- 橋本奈々未（元乃木坂46）：旭川市
- 花山瑞貴
- 万歳恵子：旭川市
- 引木愛：苫小牧市
- 平田裕香：夕張郡栗山町
- 広田レオナ
- 星乃夢奈：帯広市[32][33]
- 松原愛：旭川市
- 三浦透子
- 水の江滝子：小樽市
- 三井智映子：小樽市　※金融アナリストとしても活動
- 三戸部スエ：夕張市
- 宮下ともみ：浦河町
- 宮本信子：小樽市
- 村田唯：岩内町
- 森みつえ：稚内市
- 八代万智子：礼文町
- 山内絵美子：函館市
- 山賀琴子：旭川市　※現在はブランドプロデューサーとして活動[34]
- 吉田志織

### ミュージカル俳優
- 岩城雄太
- 岩崎晋也
- 加藤迪：釧路市
- 小松加奈
- 坂田加奈子：旭川市
- 野村玲子：旭川市
- 福井晶一：旭川市
- 松山育恵
- 唯月ふうか

### 宝塚歌劇団
- 香寿たつき：元星組トップスター
- 潤花：元宙組トップ娘役：旭川市[31]
- 夢輝のあ：元星組男役
- 中島亜梨沙：元月組娘役
- 白雪さち花：月組娘役
- 詩ちづる：星組娘役

### 声優
- 相沢正輝[35]
- 青野武：旭川市[36]
- 秋元千賀子
- 安玖深音
- 五十嵐裕美[37]：札幌市
- 石川夕香
- 石黒千尋：夕張市
- 市ノ瀬加那[38]：帯広市
- 一龍斎春水：小樽市[39]（育ちは神奈川県）
- 伊藤節生
- 伊藤はるか
- 伊藤ゆいな：清水町
- 伊藤陽佑：札幌市
- 上田敏也：釧路市
- 植竹香菜
- 岡本菜摘
- 小尾元政：網走市
- 緒乃冬華：札幌市
- 大場真人
- おみむらまゆこ
- 梯篤司：釧路市
- 神尾晋一郎：札幌市
- キートン山田：むかわ町
- 木島隆一
- 喜多丘千陽：北見市
- 後藤麻衣：帯広市
- 小林正典
- 小俣凌雅
- 小山百代（サンドリオン）：札幌市
- 今野宏美：千歳市[40]
- 齋藤綾
- 斉藤梨絵
- 塩見竜介：小樽市
- 白井美香
- 杉山里穂
- 鈴木愛奈（Aqours）：千歳市
- 園山ひかり
- 田尻ひろゆき
- 高崎拓郎：小樽市
- 高橋春香
- たてかべ和也：喜茂別町
- 田中理恵：札幌市[41]南区
- 谷内友美：深川市
- 谷口節
- 垂木勉：夕張市
- 築田行子：函館市
- 土田玲央：北見市
- 津村まこと
- 鶴ひろみ（育ちは神奈川県横浜市）
- 天神林ともみ
- 富樫美鈴
- 中川亜紀子：札幌市（小学3年生からは青森県育ち）
- 中川和恵：音更町
- 長妻樹里：札幌市
- 中家志穂：函館市
- 奈波果林：札幌市
- 納谷悟朗：函館市（育ちは東京都）
- 西村朋紘：旭川市
- 野水伊織：札幌市（生まれは群馬県）
- 花井美春：千歳市
- 原嶋あかり：中標津町
- 早瀬莉花
- 坂東尚樹：旭川市
- 日岡なつみ：札幌市
- 平野俊隆
- 藤原貴弘
- 堀川さつき
- 槇大輔：七飯町
- 松井菜桜子：函館市
- 松岡禎丞：帯広市
- 松谷彼哉：小樽市
- 松原大典
- 三木美
- 水橋かおり：札幌市
- 水純なな歩：函館市
- 村田知沙
- 宮崎寛務
- 森田樹優
- 山川琴美
- 山北早紀（i☆Ris）：札幌市
- 山下まみ
- 山田悠希
- 夜道雪：札幌市

### スタントマン
- こしげなみへい
- 本間崇寛

### タレント
- 青山玲子
- 相原玲（元大森玲子）：函館市
- 安倍麻美（安倍なつみの実妹）：室蘭市
- あべみほ：石狩市
- 井川絵美：小樽市
- 石川翔鈴：札幌市
- 伊藤杏奈
- 大城美和：札幌市
- 岡田文栄：旭川市
- カルーセル麻紀：釧路市
- 河合美佳：恵庭市
- 河原亜依：新ひだか町（旧静内町）
- 川村ゆきえ：小樽市生まれ
- 古藤愛梨：札幌市
- 紗希せりか
- 篠見星奈︰札幌市
- 下川みくに：新ひだか町（旧静内町）
- 鈴井貴之：赤平市
- 住谷杏奈
- せきしろ：北見市
- 高鶴桃羽
- 武田真治：札幌市
- 田森美咲（元恵比寿★マスカッツ）
- 遠野千夏
- 十勝花子：上士幌町
- 中川梨花（元PEACEFUL）：札幌市
- 仲谷かおり
- 西村禮
- 花咲楓香︰旭川市
- 林ゆめ：富良野市
- 原千晶：帯広市
- 原幹恵：東川町（育ちは新潟県）
- 福島和可菜（元陸上自衛官）
- 藤咲凪
- 藤崎奈々子：札幌市
- 藤原夏姫：札幌市
- 三好菜乃
- 矢部美希：恵庭市
- 矢部美穂：恵庭市
- やまだひさし：釧路市
- 與坂唯：札幌市
- 吉田晴香：帯広市

### アイドル・アイドルグループ
- 秋葉令奈：釧路市[42]
- AKB48グループ
  - AKB48
    - 水島美結：函館市
    - 成田香姫奈

  - AKB48元メンバー

    - 川本紗矢（元JKT48）：別海町[43]
    - 坂口渚沙：旭川市[44]
    - 佐藤夏希：札幌市（神奈川県横浜市育ち）

  - SKE48元メンバー
    - 東李苑：札幌市

  - SDN48元メンバー
    - 芹那：岩見沢市

  - HKT48元メンバー
    - 運上弘菜：小平町
- 大沢逸美
- 菊地亜美（元アイドリング!!!）：北見市
- 北村優子：札幌市
- 木之内みどり：小樽市
- 小玉梨々華（わーすた）：札幌市
- 坂道シリーズ
  - 乃木坂46
    - 金川紗耶：札幌市[45]
    - 長嶋凛桜：札幌市

  - 乃木坂46元メンバー
    - 桜井玲香：函館市（神奈川県横浜市育ち）
    - 北野日奈子：小樽市（千葉県育ち）[46]
    - 橋本奈々未：旭川市

  - 日向坂46
    - 藤嶌果歩:札幌市
- 桜庭遥花（CUTIE STREET）
- SUPER☆GiRLS元メンバー
  - 勝田梨乃：札幌市
  - 金澤有希（元GEM、元AKB48研究生）：苫小牧市
  - 木戸口桜子：札幌市（神奈川県生まれ）
  - 渡邉ひかる（東京都生まれ）
- タイトル未定
- 中川美優（元まねきケチャ）：帯広市
- 中野風女シスターズ (風男塾)
  - 小森虹那（神那橙摩）
  - 中野風女シスターズ (風男塾)元メンバー
    - 明音亜弥（旧芸名・北室亜弥、香月大弥）
    - 虎南有香（赤園虎次郎）：小樽市
- 新倉のあ
- 原真祐美：札幌市
- ハロー!プロジェクト
  - 伊勢鈴蘭（アンジュルム）
  - 遠藤彩加里（Juice=Juice）
  - 工藤由愛（Juice=Juice）：札幌市
  - 谷本安美（つばきファクトリー）：旭川市
  - 山﨑愛生（モーニング娘。'25）：札幌市
  - 元メンバー
    - あさみ（元カントリー娘。）：苫小牧市
    - 安倍なつみ（元モーニング娘。）：室蘭市
    - 飯田圭織（元モーニング娘。）：室蘭市（札幌市育ち）
    - 石栗奏美（元OCHA NORMA）：札幌市
    - 石黒彩（元モーニング娘。）：札幌市
    - 稲場愛香（元Juice=Juice、元カントリー・ガールズ）：札幌市
    - 太田遥香（元アンジュルム）
    - 大谷雅恵（元メロン記念日）：室蘭市（宮崎県生まれ）
    - 北上アミ（領毛あゆみ）（元シェキドル）
    - 紺野あさ美（元モーニング娘。）：札幌市
    - 佐藤優樹（元モーニング娘。）：札幌市[47]
    - 里田まい（元カントリー娘。）：札幌市
    - 藤本美貴（元モーニング娘。）：滝川市
    - 三好絵梨香（元美勇伝）：札幌市
    - りんね（元カントリー娘。）：札幌市
- WHY@DOLL
- 百瀬まなみ：小樽市
- 山下彩耶（夢みるアドレセンス）：妹背牛町
- 山田南実（Pimm's）
- ザ・リリーズ（燕奈緒美、燕真由美）：夕張市
- 和田輪（Maison book girl）：旭川市

### ファッションモデル
- 新井舞良：名寄市
- 石川花：札幌市
- emma：旭川市
- 大野ユリエ：札幌市
- 加藤夏歌
- 木下遥：札幌市
- 工藤蓮
- くるみ：札幌市
- 黒瀧まりあ
- 小俣彩織
- 佐藤ありさ：札幌市
- 佐藤ノア：札幌市
- 澤田汐音
- 汐見麻佑子：札幌市
- 奏来花︰札幌市
- 高田秋：江別市
- 高橋里衣
- 浜島直子：札幌市
- 春木大輔（元NORD）： 余市町
- 広瀬彩香：苫小牧市
- 星乃夢奈：帯広市
- 堀内葉子
- 松井さやか
- 美香：室蘭市
- 八木アリサ：札幌市
- 山本まさみ：札幌市

### お笑い芸人
- あいきけんた：苫小牧市
- あさひのぼる：旭川市
- アップダウン（竹森巧：茅部郡森町、阿部浩貴：札幌市）
- アンチエイジ徳泉：別海町
- 岩橋淳（ビスケッティ）：札幌市
- 市原：旭川市
- 岩本恭生：札幌市
- インコさん
- 植村（元祖いちごちゃん）
- 海船（ABCDE湯かげん）：苫小牧市
- 海山昆布：函館市
- 岡本知己（ヒデヨシ）
- おにぎり（ニューロマンス）：余市町
- かしまし娘
  - 正司歌江
  - 正司照江
  - 正司花江：秋田市生まれ
- 加藤浩次（極楽とんぼ）：小樽市（札幌市生まれ）
- かねきよ勝則（新宿カウボーイ、元いちばんのり!）：旭川市
- 兼近大樹（EXIT）：札幌市
- ガンビーノ小林
- 菊地英之（パンダユナイテッド）
- キャプテン★ザコ（キャベツ確認中）
- 久保田昌樹（マッサジル）：札幌市
- 栗山直人（元アームストロング）：旭川市
- こんせいそん：室蘭市
- サイクロンZ：根室市
- 佐々木祐一（カウントダウン）
- さちまる。：標津町
- 宍戸ヴィシャス：標津郡
- ジャガーズ：滝川市
- 上海ドール（オジョー：岩見沢市、ことみ：門別町、現日高町）
- ジェントル（元ミルククラウン）：札幌市（泊村生まれ、現在は俳優）
- ジンギスキャン
- 新藤充（ガリベンズ）
- スター旭：函館市
- すずらん（しげ：札幌市、山本：函館市）
- タカアンドトシ（タカ：札幌市、トシ：旭川市）
- 高田ぽる子：別海町
- デロリアン林（エル・カブキ）：函館市
- 高倉陵（三拍子）：帯広市
- 遠山大輔（グランジ）：札幌市
- どさんこ室田：北見市
- とにかく明るい安村（元アームストロング）：旭川市
- トム・ブラウン：札幌市
- なべかずお（ビックボーイズ）
- 西堀亮（マシンガンズ）
- 長谷川雅紀（錦鯉、元マッサジル）：札幌市
- 畠中悠（オズワルド）：函館市
- マリリンジョイ：旭川市
- 丸山礼：北見市
- マンデー高橋
- ムートン伊藤：函館市
- バービー（フォーリンラブ）：栗山町
- 畑中しんじろう：札幌市
- 原一平：当麻町
- HEY!たくちゃん：小樽市
- ポール牧：天塩町
- ホシカワ（カラフルトランプ）
- 山田和史（さんだあず）：旭川市
- 吉村崇（平成ノブシコブシ）：北見市
- ラフ→チケット（もとき：旭川市、ひろき：旭川市）
- ラヴドライブ
- レオナルド熊：新十津川町
- ワッキー（ペナルティ）：（釧路市育ち）
- ワタリ119：伊達市

### 落語家
- 橘家富蔵：北見市（旧常呂町）
- 林家とんでん平：小樽市
- 三遊亭金八：根室市
- 柳亭痴楽 (5代目)：当別町
- 三笑亭夢之助：札幌市（南富良野町生まれ）
- 三遊亭右京：岩内町
- 春風亭鯉枝：滝川市
- 春風亭柏枝：札幌市
- 三遊亭道楽：釧路市
- 三遊亭洋楽：函館市
- 立川談吉：帯広市

### 講談師
- 神田山陽（3代目）：大空町（旧女満別町）
- 神田茜：帯広市

### マジシャン
- アッキー：札幌市
- 北見マキ：豊浦町
- きどこうたろう：札幌市
- 坂本一魔：鵡川町
- 鷹乃家小太郎

### ローカルタレント・レポーター
- 伊藤沙菜：札幌市
- 遠藤雅
- 大西暁子
- 大野ユリエ：札幌市
- 小山田弘子
- 樫野和音：札幌市
- 北川久仁子：札幌市
- 木村愛里：札幌市
- 小橋亜樹：旭川市
- ジャンボ秀克：豊浦町
- しろっぷ（亀田純平（じゅんぺい）：札幌市、小原寛史（ひろし）：札幌市）
- 高田文之（Mrデーブマン）
- 高橋直子（HBCラジオ『一平・直子のほっとスマイル!』パーソナリティー）：上富良野町
- 田村美香（HBCラジオ『気分上昇ワイド ナルミッツ!!!』パーソナリティー）：別海町
- 辻田沙織：札幌市
- デビル佐々木：北見市
- 中野智樹：上磯町（現北斗市）
- ヒロ福地：江別市
- 山根あゆみ（HBCラジオ『カーナビラジオ午後一番!』パーソナリティー）：倶知安町

### アダルトタレント
- 愛音まひろ
- 明乃夕奈
- 秋元ともみ
- 朝日芹奈：小樽市
- 明日花キララ
- 甘衣かおり
- 歩原らいと
- アンナ
- 苺みるく
- 伊藤結衣
- 井上詩織
- 臼井利奈
- 大石もえ
- 大浦あんな
- 大槻ひびき：小樽市
- 小沢まどか：江別市
- 小澤マリア
- かすみりさ
- 神河美音
- 神谷姫
- 菊池夕香
- 希志あいの
- きよみ玲
- 来栖みさ
- 恋野恋
- 心乃ひまり
- 児島理乃
- さくらひめこ
- 櫻井まみ
- 桜木ハル：函館市
- 沙也加
- 沢木夕子
- 四宮ありす
- 白石ひより
- 白石麻梨子
- 純名もも
- 皇ゆず
- 芹沢直美
- 園原みか
- 園原りか
- 立原友香：函館市
- 冬愛ことね
- 友崎亜希
- 灘坂舞
- 西川ゆい：旭川市
- 萩原さやか：函館市
- 聖まりあ
- 姫咲はな
- 藤野羽衣子：札幌市
- 宝来みゆき
- 星乃莉子
- 牧瀬みさ
- 松すみれ
- 茉莉花
- みずほゆき
- 水森さやか
- 宮澤ゆうな
- 美雪ありす：札幌市
- 武藤つぐみ
- 芽菜
- 森村ハニー
- 山口まゆ
- 夕凪ななか
- 雪美えみる
- 夢見あい
- YOKO
- 吉沢ミズキ

### YouTuber
- -hotoke-
- 折田涼夏
- 星乃夢奈
- 北の打ち師達
  - はるくん
  - ふぇると
- マナル隊
  - たっか：十勝地方
  - だい：十勝地方
  - けーた：十勝地方
  - けーすけ：十勝地方
  - まる：札幌市
- よみぃ：札幌市
- デカキン：旭川市
- KAZUYA
- ばんばんざい
  - ぎし：中標津町
  - みゆ：札幌市
- コムドット
  - ひゅうが
- 丸山礼：北見市
- Kouichitv
- ステゴロパンチャーズ
  - たくや
  - ジュン

ゲーム実況
- 最終兵器俺達
  - キヨ
  - こーすけ
  - フジ
  - ヒラ
- M.S.S Project
  - FB777
  - KIKKUN-MK-II
  - あろまほっと
  - eoheoh
- ラメリィ

## ヤクザ
- 石間春夫（初代誠友会総長、四代目山口組舎弟、「北海のライオン」）：長沼町
- 荏原哲夫（会津屋連合会会津家小高一家・小高龍湖組長実子分、「雁木のバラ」）
- 工藤和義（國粹会4代目会長）
- 長岡宗一（北海道同志会（後の三代目山口組柳川組北海道支部）初代会長、「ジャッキー」）：岩見沢市
- 水野四郎（五代目木暮一家総長、稲川会常任相談役）

## その他の人物
- 安藤りな（プロ雀士）：札幌市
- 遠藤誠一（元オウム真理教幹部・オウム真理教事件加害者）
- 齋藤和（東アジア反日武装戦線「大地の牙」隊リーダー・連続企業爆破事件主犯者の一人）:室蘭市
- 佐々木規夫（東アジア反日武装戦線「狼」隊及び日本赤軍構成員、連続企業爆破事件主犯者の一人）：小樽市
- ジャック白井（政治活動家）：函館市
- 大道寺あや子（東アジア反日武装戦線「狼」隊及び日本赤軍構成員、連続企業爆破事件主犯）：釧路市
- 大道寺将司（東アジア反日武装戦線「狼」隊、連続企業爆破事件主犯）：釧路市
- 永山則夫（連続ピストル射殺事件〈警察庁広域重要指定108号事件〉犯人、小説家）：網走市
- 平田信（元オウム真理教幹部）
- 水原一平（プロ野球チーム通訳者、大谷翔平の元専属通訳）
- 平沢貞通（帝銀事件の犯人とされた人物。ただし冤罪を主張し続け、現在も再審請求中。画家。）

## 架空の人物・キャラクター
- 伊達和希（『ピクチャーフレアボレミスト』）：札幌市
- 松山光（『キャプテン翼』 ：富良野市
- 黒板五郎（『北の国から』）：富良野市
- 五代雄介（『仮面ライダークウガ』）
- 小日向海流（『空手小公子 小日向海流』）： 上磯郡
- 泉野明（『機動警察パトレイバー』）：苫小牧市
- 桜井真美（『お嬢様特急』）
- 七尾つばさ（『お嬢様特急』）
- 沢渡ほのか（『センチメンタルグラフティ』）：札幌市
- 桜坂葉月（『乃木坂春香の秘密』）
- 三条幸人/アバレブルー（『爆竜戦隊アバレンジャー』）
- 鈴木ソラ（『魔法遣いに大切なこと』）：美瑛町
- 関口将太（『将太の寿司』）：小樽市
- 弾北斗（『科学戦隊ダイナマン』）
- 吹雪士郎（『イナズマイレブン』）
- 吹雪アツヤ (『イナズマイレブン』)
- 雪村豹牙（『イナズマイレブンGO』）
- フルハシ・シゲル（『ウルトラセブン』）
- 巴武蔵　（『ゲッターロボ』）
- ばあや（『おジャ魔女どれみ』）
- 瀬川剛（『おジャ魔女どれみ』）：稚内市
- 氷室明彦（『シュート!』）
- 丸井ヤング館（『こちら葛飾区亀有公園前派出所』）
- 本須和秀樹（『ちょびっツ』）
- 森里螢一（『ああっ女神さまっ』）：釧路市
- 北小介（『超電磁ロボ コン・バトラーV』）：釧路市（旧・阿寒町）
- 佐々木杏奈（『思い出のマーニー』）：札幌市
- 舘脇正太郎（『櫻子さんの足下には死体が埋まっている』）： 旭川市
- 張々夕張（バーリバリっ夕張） ：夕張市
- アナスタシア（『アイドルマスター シンデレラガールズ』）
- 双葉杏（『アイドルマスター シンデレラガールズ』）
- 柳瀬美由紀（『アイドルマスター シンデレラガールズ』）
- 黒川千秋（『アイドルマスター シンデレラガールズ』）
- 梅木音葉（『アイドルマスター シンデレラガールズ』）
- 相川千夏（『アイドルマスター シンデレラガールズ』）
- 白雪千夜（『アイドルマスター シンデレラガールズ』）
- 木下ひなた（『アイドルマスター ミリオンライブ!』）
- 榊夏来（『アイドルマスター SideM』）：札幌市
- 紅井朱雀（『アイドルマスター SideM』）
- 緋田美琴（『アイドルマスター シャイニーカラーズ』）
- 紫雲清夏（『学園アイドルマスター』）
- 大地のの（『アイカツ!』）
- 白樺リサ（『アイカツ!』）
- 国分篤（『MAJOR』）：苫小牧市
- 降谷暁（『ダイヤのA』）：苫小牧市
- 本郷正宗（『ダイヤのA』）：苫小牧市
- 黒沼爽子（『君に届け』）
- 鹿角聖良（『ラブライブ!サンシャイン!!』、Saint Snow）：函館市
- 鹿角理亞（『ラブライブ!サンシャイン!!』、Saint Snow）：函館市
- 桜小路きな子（『ラブライブ!スーパースター!!』、Liella!）
- 四ノ宮那月（『うたの☆プリンスさまっ♪』）
- 西園寺レオ（『KING OF PRISM by PrettyRhythm』）
- 美園千花（『実況パワフルプロ野球』）
- 小嵐リョウ（『実況パワフルプロ野球』）
- 八尺巫女子（『実況パワフルプロ野球』）
- 明星雪華（『実況パワフルプロ野球』）
- 露崎まひる (『少女☆歌劇 レヴュースタァライト』)
- スペシャルウィーク（『ウマ娘 プリティーダービー』）
- ホッコータルマエ（『ウマ娘 プリティーダービー』）：苫小牧市

## 北海道にゆかりのある人物

### 他の都府県出身のローカルタレント等
北海道出身ではないが、北海道を拠点に活躍する人たち（他の都府県から移住し、北海道ローカルで活躍する人たち）。
- ローカルタレント・パーソナリティ・放送関係者
  - 笑ハンティング
  - 桂梅枝 (4代目)（落語家）
  - YASU（HBCラジオ「カーナビラジオ午後一番!」パーソナリティー、群馬県伊勢崎市出身）
  - 河野真也（お笑いコンビ「オクラホマ」、大阪府出身）
  - 藤尾仁志（お笑いコンビ「オクラホマ」、兵庫県出身）
  - 中田美知子（元エフエム北海道常務取締役、元北海道放送アナウンサー、東京都出身）：札幌市在住
  - かみむらしんや（お笑いタレント、大阪府東大阪市出身）
  - 藤村忠寿（北海道テレビ「水曜どうでしょう」チーフディレクター、愛知県出身）
  - 嬉野雅道（北海道テレビ「水曜どうでしょう」カメラ担当ディレクター、佐賀県出身）
  - 捧敏夫（札幌テレビ放送「釣〜りんぐ北海道」レギュラー、大阪府岸和田市出身）
  - 黒柳眞理（エッセイスト、黒柳徹子の妹、東京都出身）
  - とついようこ（和歌山県出身）
  - 吉田桂子（神奈川県出身）
  - アリョーナ（ロシア出身）
  - 河村通夫（京都府出身）
- 住んではいないが、道内では欠かせない風物詩的タレントな等
  - 8代目三升家小勝（前座〜8代目「小勝」襲名前の名前である三升家勝二の方が有名）
  - 日高晤郎（STVラジオ「ウイークエンドバラエティ 日高晤郎ショー」パーソナリティー）
  - 藤岡みなみ（兵庫県出身）

### 政治家
北海道出身ではないが、北海道に縁のある政治家（北海道の選挙区選出の国会議員や北海道で過ごした事のある知事や市町村の首長など）。
- 阿部文男（山形県、元北海道開発庁長官。旧北海道3区選出）
- 石川香織（神奈川県、立憲民主党代議士、北海道11区選出。石川知裕の妻。）
- 石原慎太郎（兵庫県、作家・政治家、父親の仕事の都合で幼少期を小樽に過ごす。元東京都知事）
- 伊東秀子（鹿児島県、弁護士・元社会党代議士。旧北海道1区選出）
- 岡田春夫（兵庫県、元民政党代議士。旧北海道4区選出。元衆議院副議長・2代目岡田春夫及び外交官・岡田晃の父）
- 佐藤栄作（山口県、第61-63代内閣総理大臣、北海道開発庁長官
- 鈴木直道（埼玉県）：第18代夕張市長、第7代北海道知事。
- 佐々木秀世（山形県、自民党所属、元衆議院議員、元運輸大臣。旧北海道2区選出）
- 高橋はるみ（富山県）：参議院議員、第6代北海道知事。
- 田島圭蔵（鹿児島県）：薩摩藩士。新政府軍軍監や開拓大主典を歴任。
- 田中敏文（青森県）：民選初代北海道知事。
- 東条貞（愛媛県、元政友会代議士。旧北海道5区選出）
- 中川昭一（東京都、元農林水産大臣、元経済産業大臣、衆議院議員、自民党政務調査会長、広尾町出身の中川一郎の長男。北海道11区選出）
- 鳩山由紀夫（東京都、第93代内閣総理大臣。北海道9区選出）
- 町村信孝（静岡県、町村金五の次男、自民党衆議院議員、元外務大臣、元衆議院議長。北海道5区選出）
- 義家弘介（長野県、衆議院議員、北星学園余市高等学校卒業、元同校教諭）

### スポーツ選手
道内に本拠を置くプロスポーツチームの選手・関係者は基本的に含めない

#### 出生地又は幼少期に在住経験あり
- 高木豊（山口県）：元プロ野球選手。少年期に帯広市に在住歴あり。
- 貴ノ花健士（青森県）：大相撲元大関。元、二子山親方。室蘭市生まれ。
- 千代大海龍二（大分県）：大相撲元大関。九重親方。千歳市生まれ。
- 福島實智子（大阪府）：射撃選手。熊石町（現八雲町）生まれ。
- 松浦慶斗（宮城県）：プロ野球北海道日本ハムファイターズ投手。旭川市育ち。
- 三沢光晴（埼玉県）：プロレスラー。プロレスリング・ノア、夕張市生まれ。
- 宮部保範（東京都）：スピードスケート選手（アルベールビル・リレハンメルオリンピック代表、アルベールビルオリンピック500m5位）、釧路市育ち。
- 宮部行範（東京都）：スピードスケート選手（アルベールビル・リレハンメルオリンピック代表、アルベールビルオリンピック1000m銅メダル）、釧路市育ち。
- 初代若乃花幹士（青森県）：大相撲元横綱。初代二子山親方。室蘭市育ち。

#### 親族が北海道出身
- 大坂なおみ（大阪府）：プロテニス選手。母親が根室市出身で、母方の祖父は根室漁協組合長[48]。
- 木塚敦志（埼玉県）：元プロ野球選手。父親が芦別市出身。
- 杉谷拳士（東京都）：元プロ野球選手。父の満が函館市出身。
- ジョージ高野（福岡県）：プロレスラー。妻の実家が釧路市にあり、一時期同市でプロレス団体を運営していた
- 多和田真三郎（沖縄県）：元プロ野球選手。妻が北海道出身。
- 南部敦子（京都府）：元陸上選手。父の忠平が札幌市出身。
- 藤本淳吾（神奈川県）：元サッカー選手。父の貢壽が北海道出身。
- 松坂大輔（東京都）：元プロ野球選手。父親が稚内市出身で、かつて同市に記念館があった。

#### 道内の社会人チーム・クラブ等に選手・指導者として在籍
- 赤坂義昭（秋田県）：元プロボクサー、大相撲力士。協栄札幌赤坂ボクシングジム初代会長。
- 赤羽有紀子（栃木県）：元陸上選手（長距離）。ホクレン所属。
- 稲川誠（福岡県）：元プロ野球選手。富士製鉄室蘭野球部に在籍した。
- 猪子利男（愛知県）：戦前のプロ野球選手。戦後、函館太洋倶楽部に在籍した。
- 木村公宣（青森県）：アルペンスキー選手。富良野市でスキースクールを主宰。
- 久慈次郎（岩手県）：アマチュア野球選手。函館太洋倶楽部。野球殿堂特別表彰。
- 小林陵侑（岩手県）：スキージャンプ選手。土屋ホーム所属。
- 坂本東一（青森県）：元ばんえい競馬騎手
- 佐山聡（山口県）：プロレスラー。旭川市に掣圏真陰流の道場があり、本人も一時期同市に居住していた。
- 島﨑毅（千葉県）：元プロ野球選手、富邦ガーディアンズコーチ。NTT北海道に在籍した。
- 千藤三樹男（岐阜県）：元プロ野球選手、現STVラジオ野球解説者。たくぎん野球部に在籍した。
- 高橋武夫（東京都）：元東芝サッカー部監督。同部を母体にしたコンサドーレ札幌の初代監督も務めた。
- 田畑沙由理（大分県）：サッカー選手。ノルディーア北海道選手。
- 西方仁也（長野県）：スキージャンプ選手。元雪印乳業スキー部所属。
- 畑中みゆき（宮城県）：スキーヤー。佐川急便北海道支社（現北海道支店）に勤務していた。
- 藤巻昇、藤巻清志（山梨県）：元競輪選手。最後の選手登録地が北海道。
- 星野八千穂（長野県）：元プロ野球選手、北海道日本ハムファイターズ広報。JR北海道硬式野球部に在籍した。
- 宮井仁美（香川県）：陸上指導者（長距離）。ホクレンアシスタントコーチ。
- 宮内宏子（神奈川県）：陸上選手（長距離）。ホクレン所属。
- 宮内洋子（神奈川県）：陸上選手（長距離）。ホクレン所属。
- 森田修一（神奈川県）：陸上指導者（長距離）。ホクレン監督。
- 山本喧一（大阪府）：プロレスラー。札幌市で格闘技道場を経営。
- 吉田修司（愛知県）：元プロ野球選手。たくぎん野球部に在籍した。
- 吉見太一（京都府）：元プロ野球選手。サンワード貿易硬式野球部に在籍した。

#### 道内の学校に在籍
- 飯田優也（兵庫県）：元プロ野球投手。東京農業大学北海道オホーツク硬式野球部に在籍した。
- 井口和朋（神奈川県）：プロ野球オリックス・バファローズ投手。東京農業大学北海道オホーツク卒業。
- 上野拓紀（長野県）：アイスホッケー選手。釧路緑ヶ丘高校卒業。日本製紙クレインズ所属。
- 植村祐介（大阪府）：元プロ野球選手。北照高等学校卒業。
- 内海知秀（青森県）：プロバスケットボールレバンガ北海道前ヘッドコーチ。バスケットボール女子日本代表前ヘッドコーチ。札幌大学客員教授兼バスケットボール部シニアディレクター。内海慎吾・亮子の父。
- ウメビンユオ オケム明（長野県）：プロ野球埼玉西武ライオンズ外野手。旭川志峯高等学校卒業。
- 風張蓮（岩手県）：元プロ野球選手。東京農業大学北海道オホーツク卒業。
- 川口晃（千葉県）：元プロサッカー選手。酪農学園大学卒業。
- 起田高志（青森県）：元プロレスラー・アメリカンフットボール選手。北海道工業大学卒業。
- 清澤恵美子（神奈川県）：アルペンスキー選手。北海道歌志内高等学校卒業。
- 小池詩織（栃木県）：アイスホッケー選手。苫小牧駒澤大学卒業。道路建設ペリグリン所属。
- 坂田遼（神奈川県）：元プロ野球選手。幼少期を帯広市で過ごす。函館大学卒業。
- 佐久本智（沖縄県）：元札幌大学バスケットボール部ヘッドコーチ。
- 佐藤達也（埼玉県）：元プロ野球選手。北海道東海大学卒業。
- 佐藤千尋（岩手県）：元プロ野球選手。北海道教育大学岩見沢校卒業。
- 佐藤まさみ（山梨県）：プロボウラー。函館大学卒業。
- 周東佑京（群馬県）：プロ野球福岡ソフトバンクホークス内野手。東京農業大学北海道オホーツク卒業。
- 鈴木潤（宮城県）：元フィギュアスケート選手。北海道札幌南高等学校、北海道大学工学院卒業。
- タイシンガー・ブランドン大河（沖縄県）：元プロ野球選手。東京農業大学北海道オホーツク卒業。
- 高橋大斗（秋田県）：元ノルディック複合選手。北海道東海大学卒業。
- 田中将大（兵庫県）：プロ野球読売ジャイアンツ投手。駒澤大学附属苫小牧高等学校卒業。夫人が里田まい。
- 辻秀一（東京都）：プロバスケットボール東京エクセレンスゼネラルマネージャー。北海道大学バスケットボール部に在籍した。
- 西田明央（京都府）：元プロ野球選手。北照高等学校卒業。
- 奴田原文雄（高知県）：ラリードライバー。道都大学卒業。
- 白鵬翔（モンゴル国）：大相撲第69代横綱。拓殖大学北海道短期大学女子バスケットボール部名誉監督。
- リーチマイケル（ニュージーランド）：ラグビー日本代表選手。15歳のとき、札幌山の手高等学校に留学生入学。以後、日本で活動。
- アデマール・ペレイラ・マリーニョ（ブラジル）：元サッカー選手、現フットサル指導者。札幌大学に留学生として在籍。
- 三浦雄一郎（青森県）：プロスキーヤー。北海道大学農学部卒。札幌市在住。
- 皆川賢太郎（新潟県）：アルペンスキー選手。北照高等学校に2年で転校。
- 村田愛里咲（福岡県）：スキーヤー。北海道尚志学園高等学校、北翔大学卒業。

### 文化人
- 有島武郎（東京都）：小説家。札幌農学校卒業。ニセコ町の有島農場を解放。
- 飯沼春樹（福島県）：弁護士。大阪府育ち、作詞家の川内康範の実子。
- 石川啄木（岩手県）：歌人。青年期に北海道へ渡り、多くの作品を残した。
- 井上靖（静岡県）：小説家。旭川に生まれ生後1年ほど過ごす。
- 今村昌平（東京都）：映画監督。母親が小樽市出身。
- 円舘金（岩手県）：天文学愛好家。美幌町在住。
- 上山博康（青森県）：脳神経外科医。北海道大学医学部卒。
- 北原白秋（熊本県）：作詩家。樺太、北海道へ渡り、多くの作品を残した。
- 金田一京助（岩手県）：文学博士。アイヌ語の研究をする。
- 倉本聰（東京都）：脚本家。1977年に富良野市に移住。
- 熊谷佳和（神奈川県）：作曲家。旭川市に在住。
- さかなクン（神奈川県）：魚類学者、タレント。父親が帯広市出身の囲碁棋士・宮沢吾朗
- 諏訪内晶子（東京都）：ヴァイオリニスト。母親が函館市出身[49]。
- 相米慎二（岩手県）：映画監督。高校から釧路市で過ごす。北海道釧路江南高等学校卒。
- 浪越徳治郎（香川県）：指圧師。虻田郡留寿都村に移住。
- 畑正憲（福岡県）：作家。長期に亘り、ムツゴロウ動物王国を運営。道外に移転するも、2007年に北海道に戻る。
- 春山希義（東京都）：小説家。十勝・帯広で中学校の英語教師をしながら作家活動を続けた。
- 広瀬章人（東京都）：将棋棋士。小学生時代を札幌市で過ごす。
- 福永武彦（福岡県）：作家。戦時中帯広市に疎開し、戦後もしばらく居住。
- 米原眞司（兵庫県）：作家。江別市在住。北海道立工業試験場勤務。
- 三木露風（兵庫県）：作詩家。北海道で講師をしていた。童謡赤とんぼの詩を函館で書く。
- 宮川彬良（東京都）：作曲家。父・宮川泰が留萌市生まれ。
- 宮澤賢治（岩手県）：小説家詩人。北海道に渡り、多くの詩を残した。
- 棟方志功（青森県）：版画家。札幌、根室などを訪問し、多くの絵画を残した。

### 軍人
- 米内光政 海軍大将（岩手県）：釧路町で北海道牧場株式会社（通称：霞ヶ関牧場）の牧場経営に参加する。

### 漫画家
- 小澤さとる（埼玉県）：北海道在住。
- カロリン・エックハルト（ドイツ）：高校から北海道在住。
- 武富健治（佐賀県）：小学生時代数年を倶知安町で過ごす。
- 花輪和一（埼玉県）：北海道在住。
- 柊あおい（栃木県）：北海道在住。
- 松本ぷりっつ（埼玉県）：北海道在住。
- やぶうち優（兵庫県）：北海道在住。
- ヤマザキマリ（東京都）：幼少時を千歳市で過ごす。
- 横山裕二（山口県）：音更町在住。

### 芸能人・ミュージシャン・アナウンサー

#### 親族が北海道出身
- 池澤春菜（ギリシャ）：声優、女優。父親の池澤夏樹が帯広市出身。
- 伊勢谷友介（東京都）：俳優、実業家。母親が札幌市出身[50]。伊勢谷自身も幼少期に函館市（五稜郭町）に在住経験がある。
- 上戸彩（東京都）：女優。父親が北海道出身。
- 宇梶剛士（東京都）：俳優。母親が浦河町出身の詩人・宇梶静江。
- 宇多田ヒカル（アメリカ合衆国）：ミュージシャン。母親が旭川市出身の歌手・藤圭子。
- 大島優子（栃木県）：女優、元AKB48。母親が帯広市出身で現在も実家がある。
- 大野智（東京都）：嵐のメンバー。母親が旭川市出身[51]。
- 菊地最愛（愛知県）：MOAMETAL（BABYMETAL）、祖父が北海道在住。
- 菊池桃子（東京都）：歌手、女優。母親が斜里郡斜里町出身、父親が札幌市出身[52]。
- 桐谷美玲（千葉県）：女優。母親が北海道出身。
- 黒柳徹子（東京都）：タレント、女優、作家。母親の黒柳朝が滝川市出身。
- 小島よしお（沖縄県）：お笑い芸人。父親が札幌市出身[53]。
- 坂口杏里（東京都）：元タレント。母親が余市町出身の良子。
- 柴咲コウ（東京都）：女優、歌手。両親が北海道出身。
- 島田歌穂（東京都）：女優、歌手。父親の島田敬穂が美深町出身。
- 瀬川瑛子（東京都）：歌手。父親の瀬川伸が函館市出身。
- 惣田紗莉渚（埼玉県）：歌手、アイドル。元SKE48。母親が釧路市出身で、現在も親戚が住んでいる[54]。
- 土田晃之（埼玉県）：お笑い芸人。父親が帯広市出身[55]。
- 徳光和夫（東京都）：フリーアナウンサー。父の寿雄が江差町出身。
  - 徳光正行（神奈川県）：和夫の息子、キャスター。父方の祖父の寿雄が江差町出身。
  - ミッツ・マングローブ（神奈川県）：和夫の甥（弟の子）、女装家タレント。
- 中居正広（神奈川県）：元タレント、元歌手、元SMAP。父親が岩内町出身[56]。
- 広末涼子（高知県）：女優。母方の祖母が旭川市出身。
- 眞鍋かをり（愛媛県）：タレント。母親が札幌市出身[57]。
- 水野美紀（三重県）：女優。母方の曾祖母が北海道に移住し、祖母は1960年代までニセコ町昆布温泉で商店を営んだ。
- 三山ひろし（高知県）：歌手。義母（妻の母）が松前ひろ子。
- 芳根京子（東京都）：女優。母が北海道出身[58]。母方の祖父が倶知安町に住んでいた[59]。
- りんたろー。（静岡県）：お笑いコンビ「EXIT」。母が紋別市出身、祖父母が在住。

#### 北海道内に在住歴あり
- ASKA（福岡県）：飛鳥涼。CHAGE and ASKA、シンガーソングライター。千歳市に中学から高校1年まで在住。
- 石原裕次郎（兵庫県）：俳優。石原慎太郎の弟。幼少期を小樽市で過ごす。
- 小倉智昭（秋田県）：フリーアナウンサー、タレント、司会者。当別町に別荘を所有。
- KEN-U（東京都）：レゲエシンガー。北星学園余市高校卒業。
- 涼風真世（宮城県）：女優、元宝塚歌劇団男役スター。小学生時代を釧路市で過ごす。
- 千堂あきほ（兵庫県）：女優、タレント。2011年の第2子出産を機に札幌市に移住。
- 高橋優（秋田県）：シンガーソングライター。札幌学院大学卒業。
- 竹原ピストル（千葉県）：シンガーソングライター。道都大学卒業。
- 田中美保（千葉県）：ファッションモデル、タレント。夫の稲本潤一のコンサドーレ札幌在籍時、北海道に在住していた。
- 田中裕子（大阪府）：女優。北海道札幌西高等学校卒業、藤女子大学中退。
- 田中義剛（青森県）：シンガーソングライター、タレント、実業家。青森県八戸市から移住。酪農学園大学卒業。中札内村で花畑牧場を経営。
- Chima（大阪府）：シンガーソングライター、札幌市在住。
- 吉井怜（東京都）：女優、タレント。小学生時代の一時期を北海道で過ごす。

#### 北海道内に勤務歴あり
- 浅野里香（愛媛県）：NHKアナウンサー、NHK札幌放送局在勤経験者。
- 礒野佑子（栃木県）：NHKアナウンサー、札幌局在勤経験者。
- 石井祐里枝（千葉県）：フリーアナウンサー、最初の就職先が北海道文化放送。
- 出田奈々（東京都）：NHK元アナウンサー、札幌局在勤経験者。
- 糸井羊司（三重県）：NHKアナウンサー、札幌局在勤経験者。
- 上野速人（東京都）：NHKエグゼクティブアナウンサー、札幌局及び函館局の在勤経験者。
- 小原忍（岩手県）：岩手めんこいテレビ元常勤監査役、北海道大学卒業、最初の就職先が北海道放送。
- 川端義明（京都府）：元NHKアナウンサー、初任地がNHK室蘭放送局。
- 是永千恵（香川県）：NHKアナウンサー、札幌局在勤経験者。
- 斉田季実治（東京都）：気象予報士、北海道大学卒業、最初の就職先が北海道文化放送。
- 清水大輔（東京都） : TBSテレビ元アナウンサー、最初の就職先が札幌テレビ放送。
- 杉浦滋男（東京都）：元テレビ東京アナウンサー、最初の就職先が北海道放送。テレビ東京時代にもテレビ北海道の開局時に出向して在籍。
- 瀬田宙大（神奈川県）：NHKアナウンサー、札幌局在勤経験者。
- 寺門亜衣子（茨城県）：NHKアナウンサー、札幌局在勤経験者。
- 登坂淳一（東京都）：元NHKアナウンサー、フリーアナウンサー、札幌局在勤経験者。
- 永井伸一（埼玉県）：NHKアナウンサー、札幌局在勤経験者。
- 西野志海（沖縄県）：元テレビ東京アナウンサー、最初の就職先が北海道テレビ。
- 畠山智之（東京都）：元NHKエグゼクティブアナウンサー、NHK財団専門委員。初任地が帯広局、初異動で札幌局に勤務。
- 藤井康生（岡山県）：元NHKエクゼティブアナウンサー、初任地がNHK北見放送局。
- 星麻琴（東京都）：NHKアナウンサー、札幌局在勤経験者。
- 丸岡いずみ（徳島県）：フリーアナウンサー、最初の就職先が北海道文化放送。
- 宮川泰夫（新潟県）：フリーアナウンサー、元NHKエグゼクティブアナウンサー。帯広局在勤経験者。
- 宮本隆治（福岡県）：フリーアナウンサー、元NHKエグゼクティブアナウンサー。初任地が帯広放送局。
- 村上里和（静岡県）：NHKアナウンサー、函館・札幌・旭川の各放送局に勤務。
- 森本健成（埼玉県）：元NHKアナウンサー、釧路局・札幌局に勤務。
- 山下佳織（埼玉県）：NHKアナウンサー、初任地が札幌局。

#### その他
- 堺正幸（神奈川県）：フリーアナウンサー。寝台特急カシオペア（2016年3月まで）、北海道新幹線（木古内～新函館北斗まで）の車内放送を担当。
- 蛍原徹（大阪府）：お笑いタレント、元雨上がり決死隊。ふらの観光大使。北海道日本ハムファイターズファン。ちなみに、北海道への移住の願望がある。
- 牧野真莉愛（愛知県）：歌手、アイドル、モーニング娘。12期メンバー。北海道日本ハムファイターズファンで、試合観戦も多い。

### その他
- 今井藤七（新潟県）：札幌市で丸井今井の前身・今井商店を創業。
- 大石スク（岩手県）：札幌市で初めての保育所の設立者[60]。北海道の保育事業のさきがけとされる[61]。
- 神内良一（香川県）：SMBCコンシューマーファイナンス（旧プロミス）創業者。同社退職後、浦臼町にて神内ファーム21を設立。
- 竹鶴政孝（広島県）：余市町でニッカウヰスキーの前身・大日本果汁を創業。
- 竹鶴リタ（スコットランド）：政孝の妻。
- ひだのかな代（宮城県）：絵本作家。10歳より札幌市在住。
- 山崎定次郎（富山県）：元丹頂鶴監視員で通称ツルのおじいさん。阿寒町（現釧路市）に入植。
- 横田滋（徳島県）：北朝鮮による拉致被害者家族連絡会代表。少年・青年期を札幌市で過ごす。
- 横山芳介（東京都）：北海道帝国大学予科卒業。日本三大寮歌と評される北海道大学恵迪寮の「都ぞ弥生」を作詞。農林省地方小作官・正五位に叙せられる。
- 依田勉三（静岡県）：帯広市など十勝の開拓者。